# 400e anniversaire de Québec
Le 400e anniversaire de la ville de Québec a célébré en 2008 la fondation de la ville de Québec par Samuel de Champlain. Datant de 1608, il s'agit de la ville francophone la plus ancienne en permanence d'Amérique du Nord. Elle représente, avec l'Acadie, le berceau de l'Amérique française.
L'organisation chargée de la préparation des festivités, la Société du 400e de Québec, est présidée par Daniel Gélinas. Il succède à Roland Arpin, Raymond Garneau et Pierre Boulanger.
Les événements et les nouvelles infrastructures réalisées pour cet anniversaire mobilisent des investissements importants de la part des trois paliers de gouvernements, soit environ 155 millions de dollars canadiens. Des administrations de l'extérieur du Canada, en particulier des villes de Bordeaux et de Paris, en France (jumelées à Québec), et du gouvernement français lui-même, ont confirmé qu'ils participeraient à l'événement ; le 20 mars 2006, Jean-Pierre Raffarin est nommé  président du Comité d’organisation chargé de coordonner les initiatives françaises relatives aux célébrations de 2008.
Des célébrations ont eu lieu un peu partout dans le monde. Au Canada : Victoria, Vancouver, Edmonton, Calgary, Winnipeg, Régina, Toronto, Ottawa, Gatineau, Montréal, Fredericton, Halifax, Charlottetown, St. John's, Whitehorse, Yellowknife, Iqaluit ; aux États-Unis : Washington, Jamestown, New York, Atlanta, Boston, Chicago, Fort Lauderdale, Lafayette, Miami; au Brésil : Cordoba; en France : Paris, Bordeaux, Lyon, Reims, La Rochelle, Brouage, où est né Samuel de Champlain ; en Belgique : Région flamande, Région bruxelloise, Région wallonne, Namur ; en Italie : Turin, Rome, Milan; au Royaume-Uni : Londres.

## Origines
Le tricentenaire de Québec en 1908 avait fait l'objet de fêtes dont le niveau n'avait jamais été égalé jusqu'alors dans la ville. Les célébrations, surtout centrées sur l'histoire militaire de Québec, ont alors obtenues la visite du Prince de Galles, le futur roi George V,. L'un des principaux legs durables fut l'aménagement du Parc des Champs-de-Bataille en un vaste parc urbain.
Le 1er décembre 1998, au moment d'un deuxième échec à la candidature de Québec pour l'organisation des Jeux olympiques d'hiver en 2010 (après celle de 2002), le maire de Québec Jean-Paul L'Allier propose de tourner les efforts de la ville vers l'organisation de grandes fêtes pour célébrer son 400e anniversaire de fondation en 2008.

## Organisation

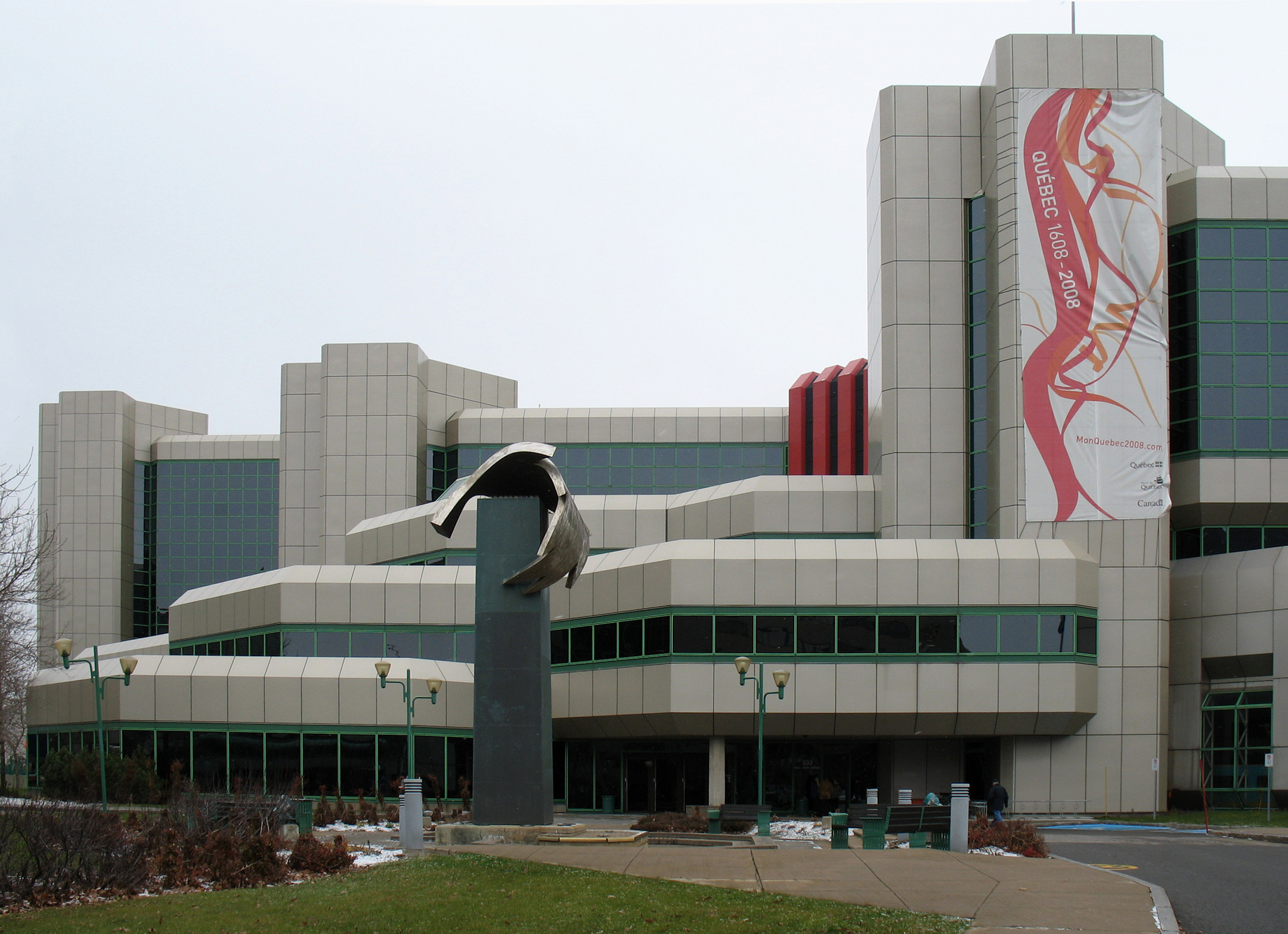
Grande bannière sur l'édifice de la SAAQ à Québec

La Société du 400e anniversaire de Québec est l'organisme responsable de l'organisation des fêtes et événements entourant le 400e anniversaire de fondation de la ville de Québec.
En 2007, la société compte 70 employés et 14 membres de son conseil d'administration. Jean Leclerc est le président du conseil d'administration. Le 2 janvier 2008, Daniel Gélinas, à la tête du Festival d'été de Québec, est devenu le président-directeur général de la Société du 400e.
Le premier président-directeur général de la Société du 400e anniversaire de Québec est Roland Arpin. Celui-ci démissionne en janvier 2004 pour être remplacé par Raymond Garneau. Il démissionne à son tour en novembre 2005 et cède sa place à Pierre Boulanger. Ce dernier sera congédié le 2 janvier 2008 et remplacé par Daniel Gélinas. Bien que la Société du 400e anniversaire ait été critiquée à la fin de 2007 et au début de 2008 pour le spectacle du Coup d'envoi des fêtes et des allégations de conflit d'intérêts à l'organisation de l'Opéra Urbain, ce sont plutôt les relations difficiles de Pierre Boulanger avec les médias qui justifient son remplacement,.
En quelques semaines, entre la nomination de Daniel Gélinas et la fin janvier, plusieurs responsables de la Société du 400e sont congédiés lors d'une restructuration : le directeur de la commercialisation, Jean-Louis Nadeau; le directeur de la commandite, François Côté ainsi que le producteur exécutif, Danny Pelchat. Paul Sabourin, chargé du Coup d'envoi des fêtes du 400e et du Parcours 400 ans chrono, quitte la société à la fin janvier, pour être remplacé par Jean Marois, directeur technique de la salle J.-Antonio-Thompson de Trois-Rivières et du Festival international de l'art vocal de Trois-Rivières,. Entre sa création et la fin de janvier 2008, 11 directeurs auront quitté l'organisation. Régis Labeaume, maire de Québec, Josée Verner, ministre fédérale responsable de la région et Philippe Couillard, ministre provincial responsable de la région, réitèrent alors leur appui à Daniel Gélinas et affirment que l'on doit « commencer à parler positivement de cet événement ».

## Financement
Les événements et les nouvelles infrastructures annoncés pour cet anniversaire mobilisent des investissements importants de la part des gouvernements : des investissements de 110 millions de dollars du gouvernement du Québec, de 40 millions de dollars du gouvernement du Canada et de 5 millions de la ville de Québec.
Le gouvernement fédéral canadien a versé environ 40 millions de dollars au budget de la Société du 400e, dont 10 millions consacrées au marketing des fêtes. De cette somme, 9 millions ont été prévus pour l'aménagement de l'Espace 400e; 6,6 millions afin de financer les fêtes du 3 au 6 juillet lors de l'anniversaire de Québec; 2,8 millions afin de financer des activités liées aux célébrations de la francophonie; 2,6 millions pour le Moulin à Images; 2,5 millions pour le spectacle du Coup d'envoi du 31 décembre 2007, 1 million pour le spectacle Le Chemin qui marche et 1 million pour d'autres spectacles.

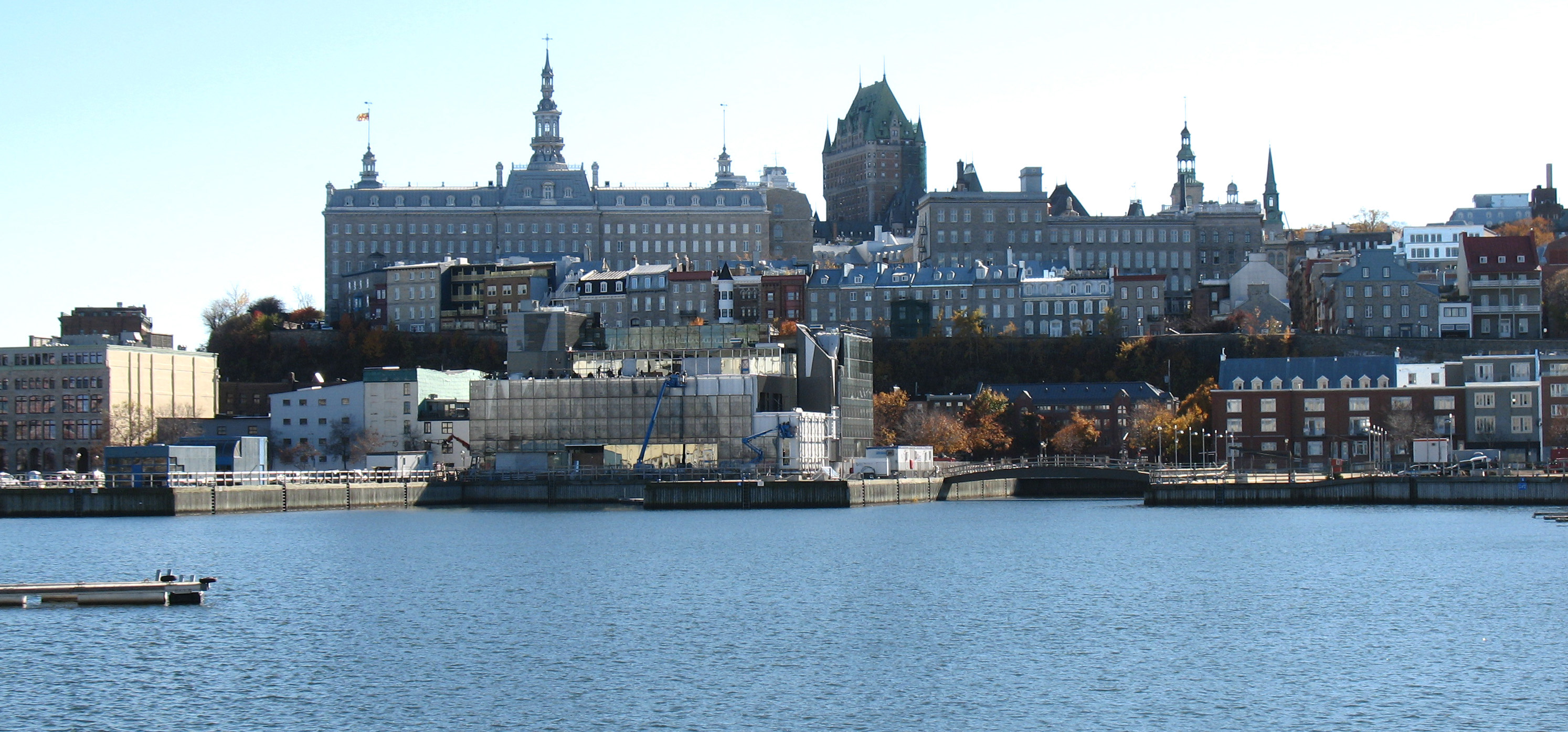
Le bassin Louise et l'Espace 400e en construction en novembre 2007

L'organisation du 400e anniversaire avait un objectif de 5 millions de dollars en revenus autogénérés, répartis entre 4 millions de dollars en commandite et 1 million de dollars en commercialisation. En décembre 2007, des revenus de plus de 4 millions de dollars avaient été confirmés en commandite. Par contre, un important retard est constaté dans la disponibilité d'objets souvenirs en vente dans les commerces de Québec au début janvier 2008. Seuls des chandails sont disponibles à cette époque dans plusieurs boutiques du Vieux-Québec; par contre, au même moment, les lignes de vêtements et de vaisselle officielle du 400e font leur apparition dans les grands magasins La Baie, Zellers et Sears de la capitale québécoise.

## Aménagements majeurs

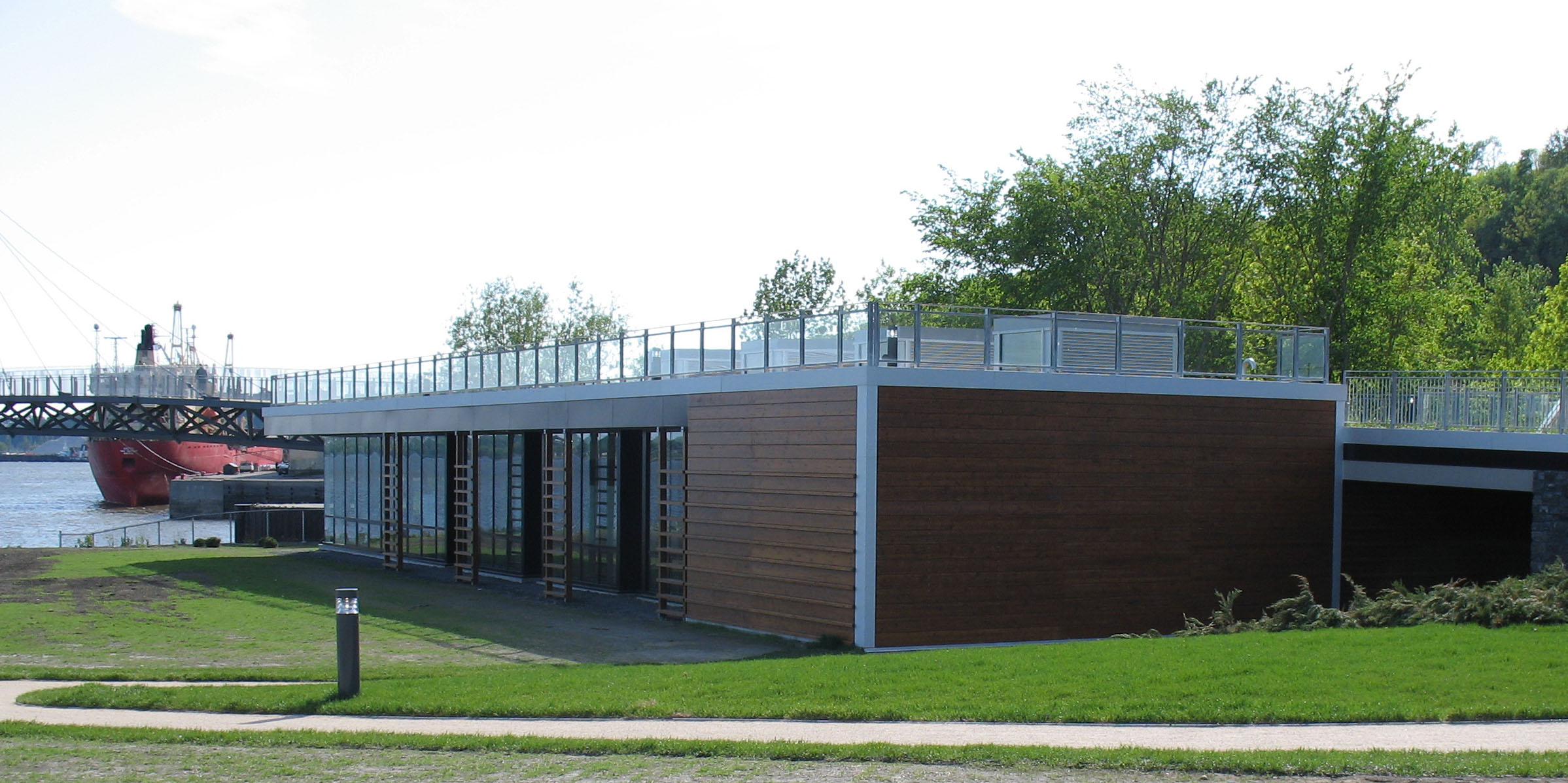
Bassin Brown

Dans le même esprit que le legs des plaines d'Abraham en 1908, plusieurs aménagements majeurs et durables ont été réalisés pour 2008 à Québec.
- Baie de Beauport : réaménagement complet afin d'en faire un site permettant des activités toute l'année par la création de sites sportifs, de zones de conservation naturelles, de sentiers pédestres et cyclables, de pavillons de services et d'aménagements paysagers. Les travaux, estimés à 19,3 millions de dollars canadiens et défrayés par le gouvernement du Canada, sont complétés durant l'été 2008[13].
- Bassin Brown : réaménagement du site afin d'y créer un centre d'interprétation et des points de vue sur le fleuve, ainsi que des liens piétonniers et cyclables permettant d'y accéder, au coût de 7,1 millions de dollars canadiens[13].
- Îlot des Palais : la ville de Québec avait prévu de financer à hauteur de 9 millions de dollars canadiens (sur un total de 18 millions) un projet de réaménagement de ce site historique pour en faire un musée permettant l'accès du public aux collections archéologiques et une cour d'honneur. Le projet fut abandonné après que le nouveau maire de Québec (élu à la suite du décès soudain de la précédente mairesse Andrée Boucher) s'oppose au projet et l'annule en entier[13].

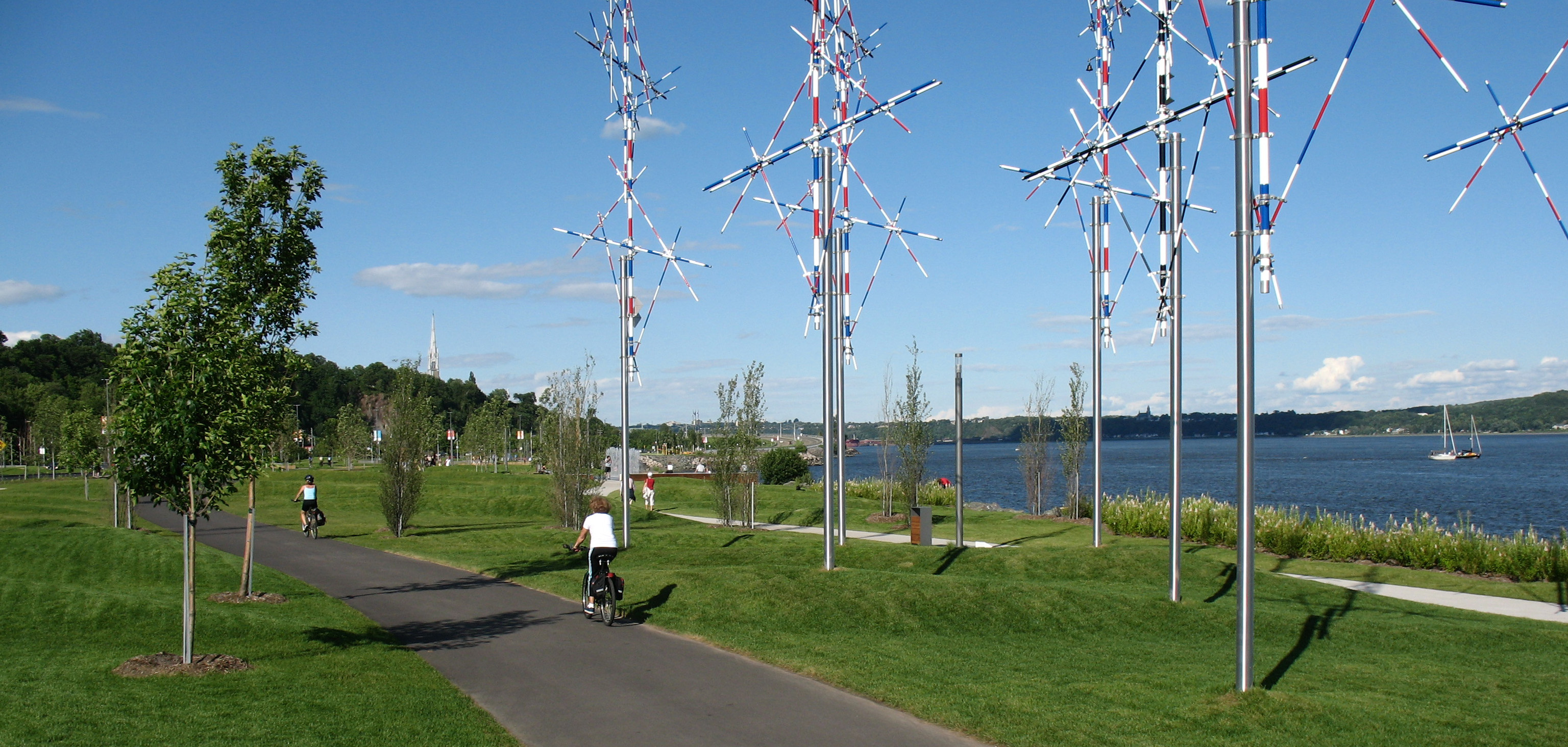
Promenade Samuel-De Champlain

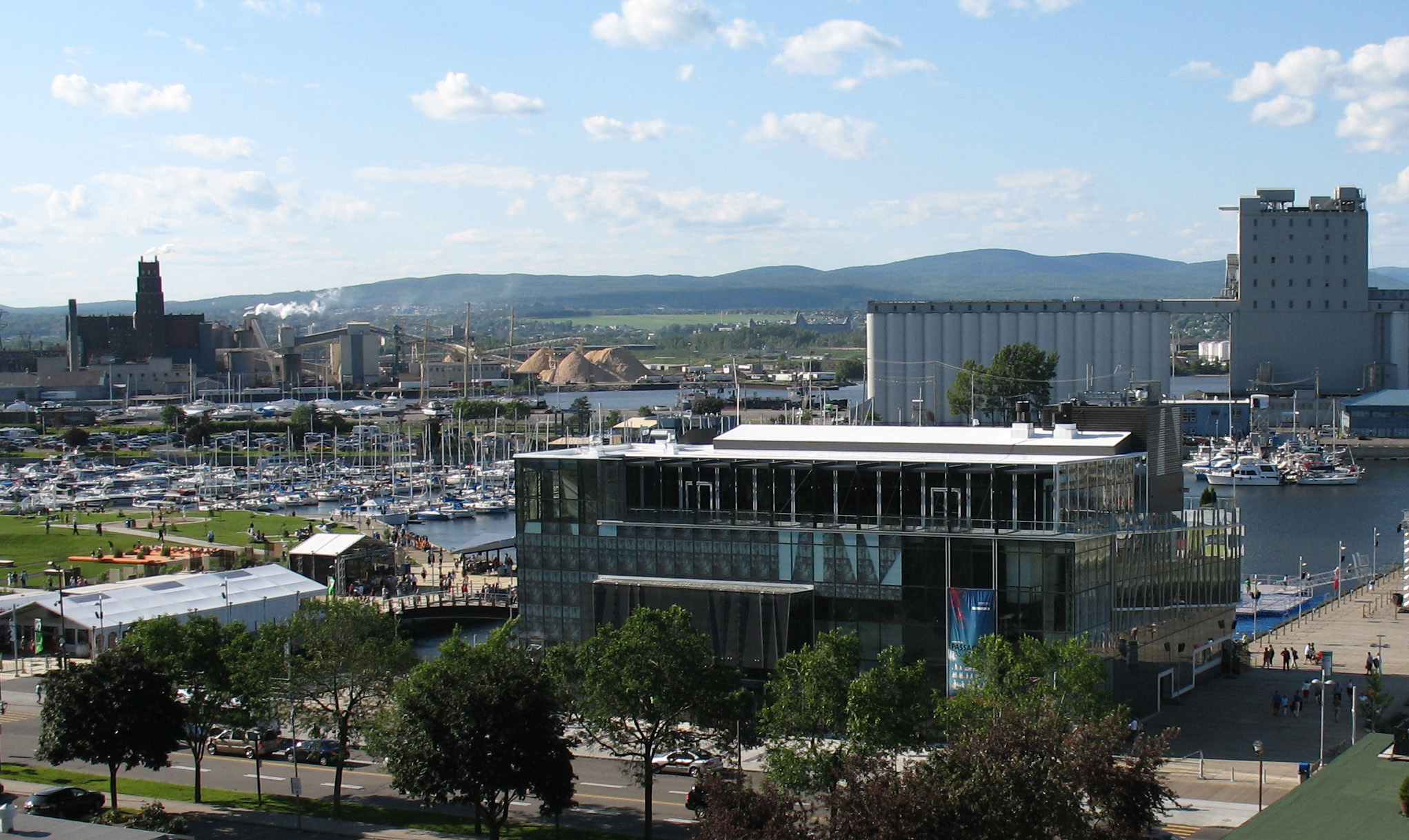
Espace 400e au bassin Louise

- Plaines d'Abraham : des réfections majeures des infrastructures et des terrains des plaines d'Abraham et du Parc des Braves sont réalisées par la Commission des champs de bataille nationaux au coût de 4,7 millions de dollars canadiens[13].
- Pointe-à-Carcy : les installations de la Pointe-à-Carcy, comprenant l'agora de 3500 places servant de salle de spectacle en plein air, ainsi que les autres installations touristiques, seront réaménagées au coût de 16,4 millions de dollars canadiens.
- Promenade Samuel-De Champlain : une nouvelle promenade, longue de 2,5 km, est aménagée sur les rives du fleuve Saint-Laurent, le long du Boulevard Champlain[14]. Cette promenade comprendra une piste polyvalente et des sentiers de randonnée, des haltes et des points de service. Les installations seront terminées en juin 2008, au coût de 70 millions de dollars canadiens, défrayé par la Commission de la capitale nationale du Québec[13].
- Centre de la francophonie des Amériques : la France, considérant le rôle historique qu’elle a joué dans la fondation de la ville de Québec et le lien unique qui lie les peuples français et québécois, a tenu à participer au projet du gouvernement du Québec de créer un Centre de la francophonie des Amériques en offrant l’aménagement architectural des espaces destinés au grand public. Cette œuvre architecturale est signée par deux jeunes architectes français, Franklin Azzi et Paul-Armand Grether.

### Espace400e

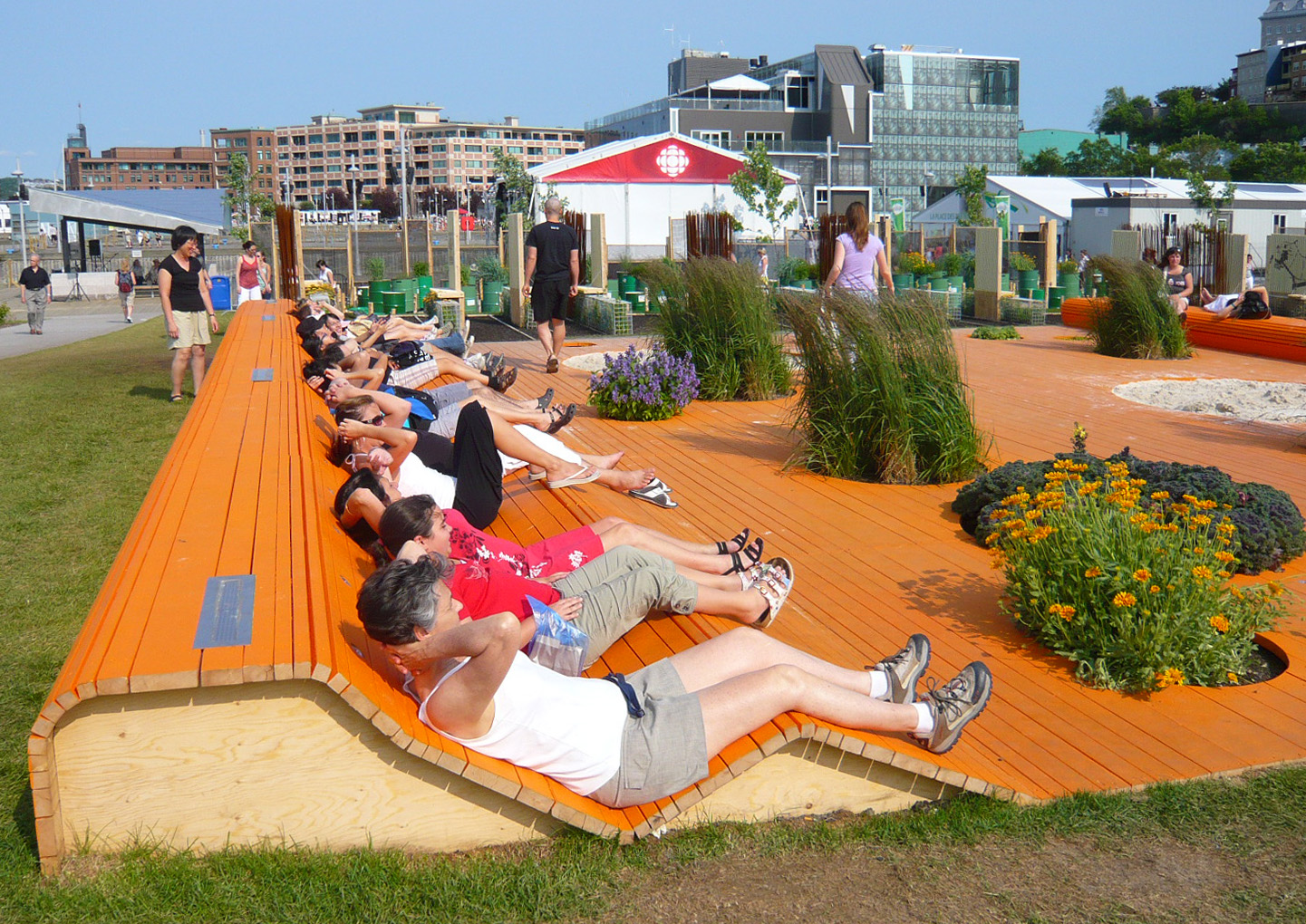
Détente à lEspace

Au bassin Louise du Port de Québec, on aménage le point focal des fêtes du 400e anniversaire de Québec, l'Espace 400e où sont présentés des spectacles, des jardins et des expositions du 3 juin 2008 au 19 octobre 2008. Le Centre d'interprétation du Vieux-Port de Parcs Canada est également complètement réaménagé pour devenir un centre de découverte des sites de Parcs Canada et du fleuve Saint-Laurent, pour un budget total de 24 millions de dollars canadiens,.
Durant la saison estivale, le site fait l'objet d'une animation continue. L'historien Bernard Arcand y présente ou anime 34 conférences sur différents thèmes liés à l'histoire de Québec. La scène de la Grande Place accueille des prestations d'artistes québécois et internationaux tels Ima, Marco Calliari, Les Zapartistes, We Are Wolves, Jérôme Minière, Tokyo police club, Maurane, Philippe Lafontaine, Michel Faubert, Daran, Bob Walsh et Yves Lambert. Deux mille prestations d'artistes des arts de la rue sont programmés sur le site. Des activités quotidiennes préparées par La boîte à science et Rêves en stock sont consacrés aux enfants. Les premières nations présentent aussi des activités liés à leur culture.
Parmi les activités majeures présentées sur le site, on compte l'exposition Passagers/Passengers réalisée par Patrice Sauvé sur le thème des gens qui sont passés par Québec ou qui s'y sont établis tout au long de son histoire; la présentation de la méga-projection architecturale Le Moulin à images de Robert Lepage tous les soirs sur les silos à grain de l'entreprise Bungee ainsi que les Jardins éphémères, onze jardins thématiques conçus et réalisés par des artistes du Québec, du reste du Canada, de France, des États-Unis et du Royaume-Uni.

### Nation-hôte
La nation amérindienne huronne-wendat basée à Wendake, un territoire huron enclavé dans la ville de Québec, a été considérée comme la nation-hôtesse des fêtes du 400e anniversaire de Québec. Le chef Max Gros-Louis a participé à différents spectacles dont le Coup d'envoi du 31 décembre 2007. Les Wendat ont célébré l'ouverture de l'Hôtel-Musée de Wendake pour le 400e anniversaire de Québec, le 7 mars 2008,. En raison du 400e, l'Assemblée des Premières Nations du Canada s'est tenue à Wendake en 2008. Diverses présentations et conférences sur la culture autochtone ont eu lieu à l'Espace 400e. Enfin, un spectacle à grand déploiement basé sur la culture Wendat, Kiugwe a été présenté à Wendake pour la première fois tout au long de l'été 2008.

## Participation hors-Québec aux festivités

### Participation de la France

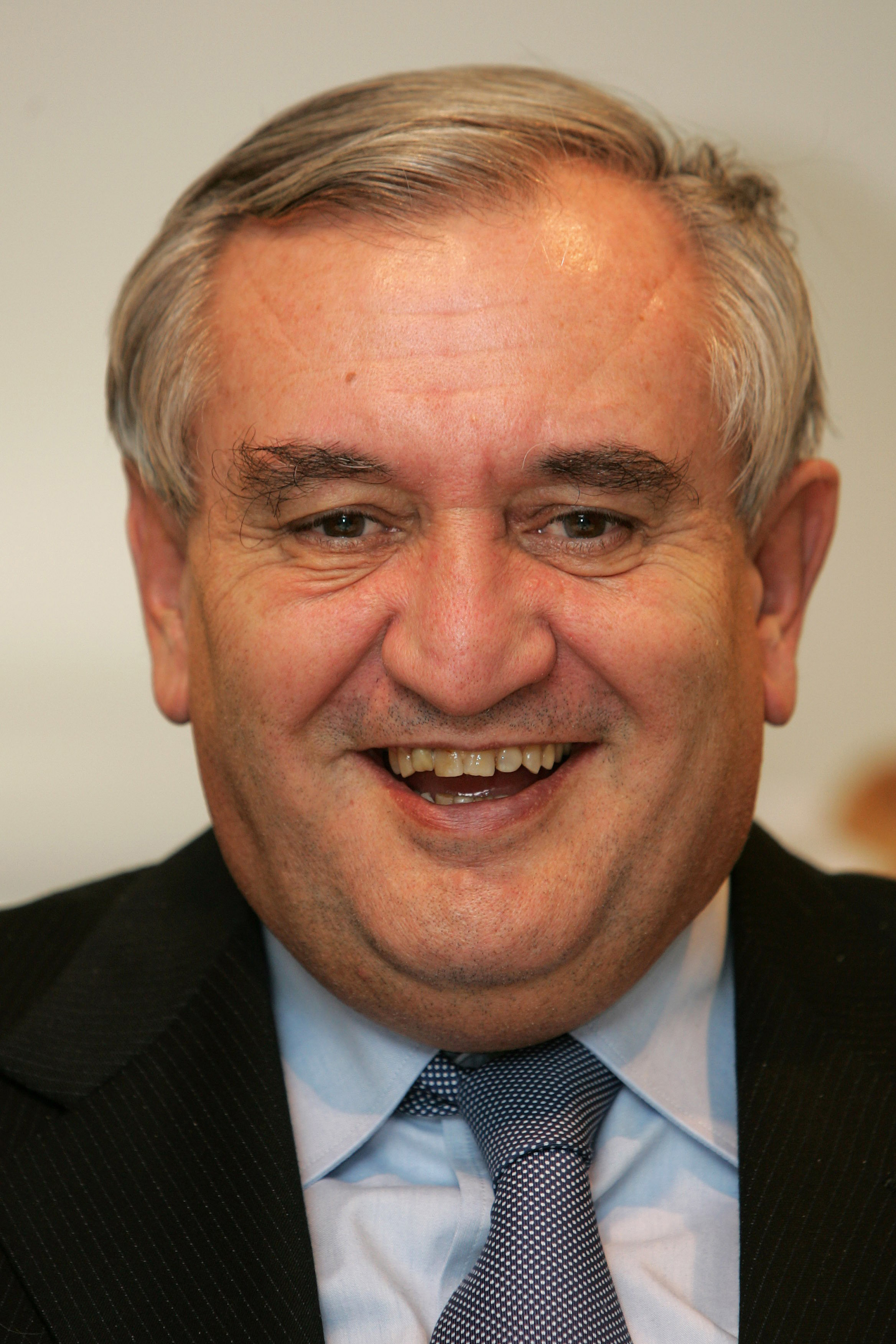
Jean-Pierre Raffarin

La France a formé un comité français du 400e de Québec, présidé par Jean-Pierre Raffarin, Premier ministre français de 2002 à 2005. Les célébrations, qualifiées de rendez-vous mondial par celui-ci, commandent des investissements chiffrés entre 12 et 24 millions de dollars canadiens. Il s'agit de l'engagement le plus important de la France pour un événement célébré à l'extérieur de son territoire.
La teneur de la contribution française fera l'objet d'une longue réflexion. Dès 2003, le maire de Québec Jean-Paul L'Allier expose un projet architectural monumental, la Place de France, qui aurait été proposé à la France comme legs pour le 400e anniversaire de la ville. Ce projet aurait constitué en un grand escalier reliant la basse-ville et la haute-ville de Québec en passant par quatre paliers, représentant chacun cent ans d'histoire de la ville. À la base, un grand parc aurait été aménagé et l'escalier aurait été surplombé par un monument haut de 45 mètres constitué de 4 tiges de métal évoquant à la fois la tour Eiffel et un tipi amérindien, au sommet duquel aurait été formée une fleur de lys. Sis près de l'autoroute Dufferin-Montmorency et de l'Assemblée nationale du Québec, le coût du projet était évalué à 23 millions de dollars canadiens.
Ce projet est cependant mal reçu par une partie de la population et par l'opposition au conseil municipal de Québec; refusant d'agir sans un consensus qui ne viendra pas au conseil, le premier ministre québécois Jean Charest et le ministre responsable de la région de Québec au gouvernement provincial, Sam Hamad, ne l'appuieront pas financièrement. Le 16 septembre 2004, Jean-Paul L'Allier renonce au projet.
Des rencontres préliminaires furent également effectuées afin d'évaluer la possibilité que le départ du Tour de France cycliste se fasse à Québec en 2008. Le projet, mené par l'ex-cycliste et homme d'affaires Louis Garneau, représentait cependant une logistique difficile et des coûts importants. Cette idée est donc abandonnée à la fin 2004. Cependant, la présentation d'un critérium international de 3 jours à Québec par le Tour est envisagée.
Un autre événement programmé pour le 14 juillet 2008, un spectacle extérieur de 2008 choristes, 1004 Québécois et 1004 Français, sera abandonné faute d'un financement adéquat,.
D'autres contributions françaises aux fêtes sont cependant retenues. La première, estimée à 2,4 millions de dollars canadiens, est un réaménagement des espaces d'accueil (rez-de-chaussée et mezzanine) du Musée de l'Amérique française. Ces nouveaux espaces sont partagés avec le Centre de la francophonie des Amériques. Franklin Azzi et Paul-Armand Grether en sont les architectes. La mise en lumière de l'extérieur du bâtiment a été confiée à Patrick Rimoux, sculpteur-lumière.
Le programme de la participation française comporte également une grande exposition venue de Paris, présentée au Musée de la Civilisation, en collaboration avec l'Organisation internationale de la francophonie « le musée du quai Branly à Québec. Regards sur la diversité culturelle ».
Plusieurs manifestations culturelles seront réalisées en collaboration entre les comités québécois et français du 400e. Le Salon international du livre de Québec aura pour thème la littérature française et francophone, avec la participation particulière d'éditeurs et d'auteurs de l'hexagone. Du 5 juin au 26 octobre, le Musée du Louvre a prêté 276 de ses œuvres au Musée national des beaux-arts du Québec, dans une exposition intitulée « Le Louvre à Québec - Les arts et la vie ». Elle a reçu plus de 460 000 visiteurs. Un « Festival du film français » a permis de présenter de mars à juillet 2008, en collaboration avec Unifrance et la SODEC, neuf films en avant-premières, avec la présence d'acteurs et de réalisateurs.

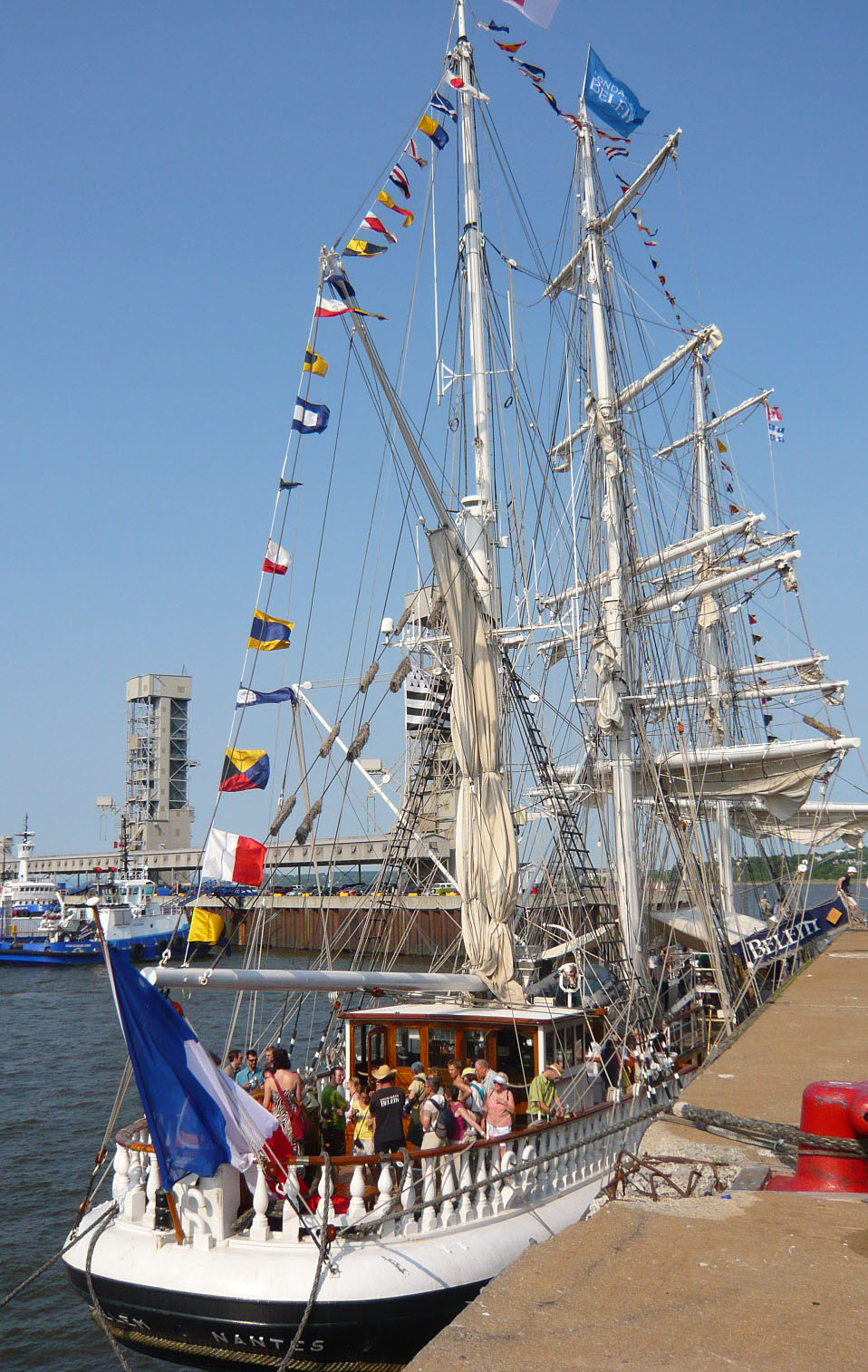
Le Belem à Québec

Des collaborations avec des événements établis auront lieu : le Festival d'été international de Québec présentera de nouveaux artistes français et l'un des pavillons internationaux d'Expo Québec sera dédié à la France. Des spectacles du Cirque Plume, du Ballet de Lorraine, ainsi que des Solistes de Lyon avec Bernard Tétu sont aussi prévus.
Un forum international du développement des entreprises, Futurallia, rassemblant au-delà de mille PME principalement canadiennes et françaises se tiendra en mai au Centre des congrès de Québec.
Par ailleurs, la ville de La Rochelle participera de façon particulière aux fêtes, en étant le point de départ de la Grande Traversée de l'Atlantique, où des dizaines de plaisanciers referont la trajectoire de Samuel de Champlain entre cette ville et Québec, après une fête le 8 mai 2008. La ville offre également une représentation géante du Livre de Champlain relatant les voyages de ce dernier. Le 8 mai, entre 50 000 et 80 000 personnes (d'après le journal Sud Ouest) se sont massées sur les bords du chenal pour dire au revoir aux 45 bateaux de la Grande Traversée de l'Atlantique et au Belem qui leur a ouvert le chemin. Rappelons que La Rochelle compte 80 000 habitants,.
Selon le délégué général du Québec à Paris, Wilfrid-Guy Licari, le nombre de touristes français au Québec en 2008 devrait atteindre les 500 000 visiteurs, comparativement à une moyenne annuelle habituelle de 275 000. Au printemps 2008, les agences de voyages parisiennes ne semblent cependant pas noter un engouement particulier.

### Autres participations
Outre la France, des événements seront organisés dans d'autres pays et d'autres régions du Canada. La Grande-Bretagne participera aux Jardins Éphémères (des jardins à thème ne durant qu'un temps sur l'Espace du 400e) et des échanges culturels entre artistes et musées de Liverpool, capitale européenne de la culture en 2008. L'Irlande prévoit participer aux manifestations culturelles de l'Espace 400e et la communauté irlando-québécoise envisage l'érection d'un monument aux immigrés près du fleuve Saint-Laurent. Les États-Unis seront impliqués via la communauté franco-américaine de Nouvelle-Angleterre, au 400e anniversaire de Jamestown en Virginie, par la présence de la goélette Lois McClure au port de Québec et la réalisation d'un Festival Québec au Smithsonian American Art Museum de Washington. Au Canada anglais, on prévoit des prestations de l'Orchestre symphonique de Québec à Toronto et Ottawa, ainsi que des événements à Calgary, Toronto et Ottawa. À Edmonton, un concert gratuit en l'honneur du 400e a déjà eu lieu le 23 juin 2008 au centre Winspear où la Chorale Saint-Jean a chanté Je te retrouve de France-Levasseur Ouimet et d'Allan Bevan avec l'Orchestre symphonique d'Edmonton.

## Événements liés aux fêtes
Parmi les événements importants présentés à Québec pour son 400e anniversaire, on compte des « présentations spéciales et enrichies » du Carnaval de Québec, du Spectacle aérien international de Québec, du Red Bull Crashed Ice et du Festival d'été de Québec ainsi que le championnat mondial de hockey sur glace, le congrès eucharistique mondial, le triathlon des neiges, le rendez-vous naval de Québec et le Sommet de la francophonie. Plusieurs artistes de renom présentent des spectacles gratuits, dont Céline Dion, Paul McCartney, le Cirque du Soleil et de nombreux artistes québécois.
La semaine du 3 juillet, plusieurs spectacles commémoratifs ont lieu à Québec, dont Rencontres face au Parlement de Québec et Québec plein la rue, auquel participe plusieurs troupes internationales d'amuseurs publics.
Enfin, des manifestations particulières ont lieu dans la capitale québécoise: le Potager des visionnaires créé par Franco Dragone sur les toits du Musée de la civilisation de Québec, l'exposition Passagers/Passengers crée à l'Espace 400e dans le Port de Québec par Patrice Sauvé, l'exposition Le Louvre à Québec au Musée national des beaux-arts du Québec et, le soir du 3 juillet, le plus important feu d'artifice jamais présenté au Canada.

### Événements majeurs

#### Spectacle du coup d'envoi
L'année 2008 a débuté par le spectacle d'inauguration majeur des fêtes du 400e, mis en scène par Denis Bouchard et intitulé Coup d'envoi. Le spectacle, présenté en plein air à la place d'Youville, s'est déroulé en 45 minutes à partir de 23h15 le 31 décembre 2007. La scène est décrite comme «la plus grande scène jamais montée» par l'organisation des fêtes. Elle mesure 60 mètres (180 pieds) de long par 7,60 mètres (25 pieds) de haut sur plusieurs niveaux. De nombreux effets pyrotechniques et lasers sont utilisés; des images sont projetées sur de la neige soufflée par un canon à neige. Denis Bouchard devait aborder les thèmes de la pérennité de la langue française et de la population malgré la météo rigoureuse, de la rencontre de différents peuples à Québec et des bombardements que la ville avait encaissée.
Le spectacle compte finalement sept «mouvements». L'ouverture a été réalisée en un numéro conjoint des groupes de musique traditionnelle québécoise Les Batinses et La Bottine souriante, accompagnés par 400 «tapeux de pieds».. Les chanteuses Claire Pelletier, Florence K et Jessica Vignault interprètent par la suite plusieurs chansons ayant trait à la ville de Québec. Une chanson de rap sur les noms de rues de Québec dédiées à des saints catholiques suit. Gregory Charles, en spectacle à la salle du théâtre Capitole, fait une participation au spectacle en traversant la place d'Youville et en interprétant la pièce Si j'avais les ailes d'un ange de Robert Charlebois. Des cracheurs de feu et des acrobates occupent la scène puis l'humoriste Stéphane Rousseau interprète un numéro avec son personnage séducteur de Rico sur le caractère latin de la ville. Bruno Pelletier, accompagné par le Chœur de Québec et Les Violons du Roy installés au Palais Montcalm, est l'interprète de la chanson 400 ans de rêves créée pour l'occasion par le parolier Marc Chabot et le compositeur Jean-Fernand Girard. Un feu d'artifice accompagne le décompte du nouvel an. Pascale Picard complète le spectacle.
On reprochera lors de la préparation cependant aux organisateurs de dévoiler trop tard le contenu du spectacle puisque moins d'un mois avant sa présentation, l'annonce officielle n'avait pas encore été effectuée. Un «kit de survie» devait être remis aux spectateurs en début de spectacle afin de participer activement au spectacle, et de l'animation devait avoir lieu sur les lieux avant 23h00.
Une foule considérablement plus importante que celle prévue par les organisateurs se présente: alors que l'on attendait 15 000 personnes, soit la capacité d'accueil de la Place d'Youville, plus de 50 000 personnes voudront assister au spectacle, ce qui entraîne des problèmes d'accès au site et le refoulement devant l'Assemblée nationale du Québec de milliers de fêtards. Malgré ce succès de foule indéniable, plusieurs reproches sont faits au spectacle (le spectacle sera rétrospectivement qualifié de « raté » après les célébrations de 2008.): une certaine désorganisation, retard de quelques minutes du décompte de fin d'année, manque d'effectifs de sécurité et de contrôle de foule, systèmes de son et visuels déficients, choix musicaux du spectacle douteux et manque de fil conducteur entre les tableaux,,
Présenté comme un succès par les intervenants du 400e et le maire Régis Labeaume, le spectacle est tout de même apprécié de nombreux participants. L'arrivée de Daniel Gélinas à la tête du 400e est associée à une volonté d'insuffler une « énergie nouvelle » aux fêtes à la suite de ce demi-succès. Malgré ces critiques, le budget de 2,5 millions de dollars est respecté.

#### 400 ans chrono
Début janvier, 150 artistes de Québec, dirigés par la directrice artistique Nancy Bernier, créent le Parcours 400 ans chrono, un parcours à grand déploiement de 0,9 km à travers la ville les 5 et 6 janvier en soirée, qui constitue la première activité du 400e en 2008. Les spectateurs peuvent circuler entre treize différents plateaux racontant, par thème, l'histoire de Québec : de la place de l'Assemblée nationale du Québec, les visiteurs traverseront le parc de l'Esplanade, la porte Kent, la maison Dauphine, l'ancien bar d'Auteuil, la porte Saint-Jean et le parc de l'Artillerie.
Une allée présentent des comédiens déclamant les œuvres de poètes originaires de la ville; une autre, les citations de personnalités historiques sur Québec; des cracheurs de feu animent une station où l'on projette des images d'incendies ayant affligé Québec; une tranchée rappelant les événements ayant trait à la guerre à Québec; une projection sur la neige battue démontre les résultats du génie québécois et, finalement, une glissade vers le parc de l'Artillerie mène à une piste de danse et un bar de glace. Le parcours a un budget de 800 000 dollars canadiens, qui sera respecté,.
Le parcours est le premier véritable succès des fêtes; 20 000 personnes l'empruntent, attendant parfois jusqu'à trois heures pour ce faire.

#### Championnat mondial de hockey

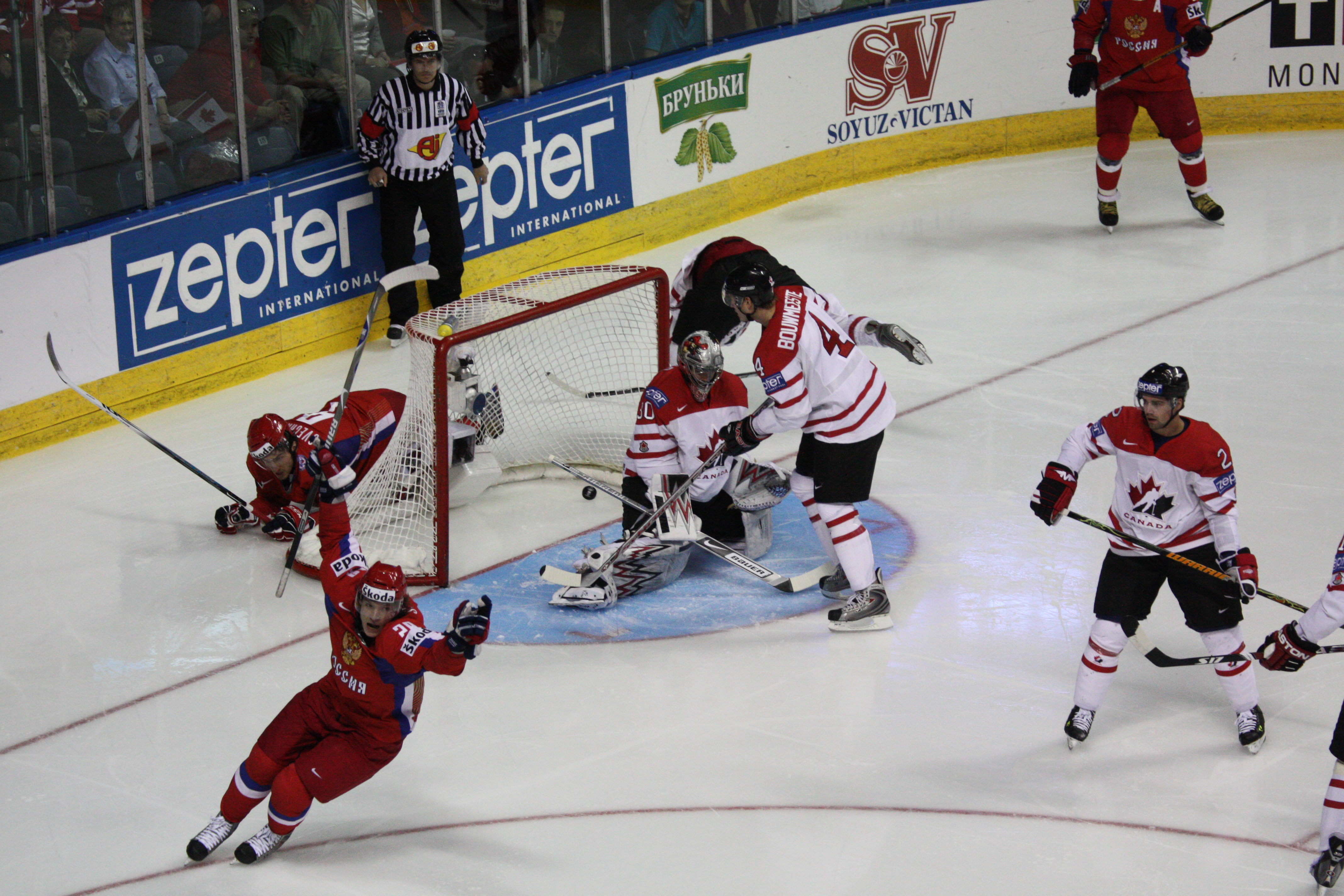
Alexander Semin inscrit un but lors de la partie pour la médaille d'or entre le Canada et la Russie.

Le 7 mai 2004, lors du Championnat du monde de hockey sur glace présenté à Prague en République tchèque, l'annonce est faite que l'édition 2008 sera organisée au Canada pour la première fois en 2008 (et pour la seconde fois seulement en Amérique du Nord après Colorado Springs en 1962)  et présenté en collaboration par les villes de Québec et Halifax,. L'événement célèbrera à la fois les 400 ans de Québec et le centenaire de la Fédération internationale de hockey sur glace.
Un an avant la présentation de l'événement, la mairesse Andrée Boucher a remis en cause sa présentation, craignant un déficit que la ville de Québec devrait alors combler. Le gouvernement du Québec et la Société du 400e avaient alors pris la responsabilité d'un éventuel déficit afin d'éviter que le championnat ne soit plutôt présenté à Winnipeg qui avait été approchée pour remplacer Québec.
La Russie remporte la finale du tournoi face au Canada, le 18 mai 2008, 5 à 4 en prolongation. Il s'agissait du premier championnat remporté par les Russes en 15 ans.
L'événement est qualifié à la fois de succès financier, de foule, d'organisation et médiatique. La partie des activités du championnat mondial qui a été présenté à Québec a généré un surplus de 7 millions de dollars après avoir remboursé les contributions gouvernementales. De ce surplus, 6 millions ont été retournés à la Société du 400e anniversaire de Québec et 1 million a été remis en don à la Maison Dauphine, ainsi qu'à une fondation qui promeut les sports de glace.
La présentation du Championnat mondial de hockey dans le cadre de l'anniversaire de la ville de Québec a généré une grande visibilité dans les médias internationaux pour la ville: la présence de journalistes de 60 pays, plus de 3000 articles dans la presse internationale, dont un quart présentait en outre la ville et son histoire, et un milliard de téléspectateurs ont assisté aux présentations des différents matchs.

#### Le Louvre à Québec

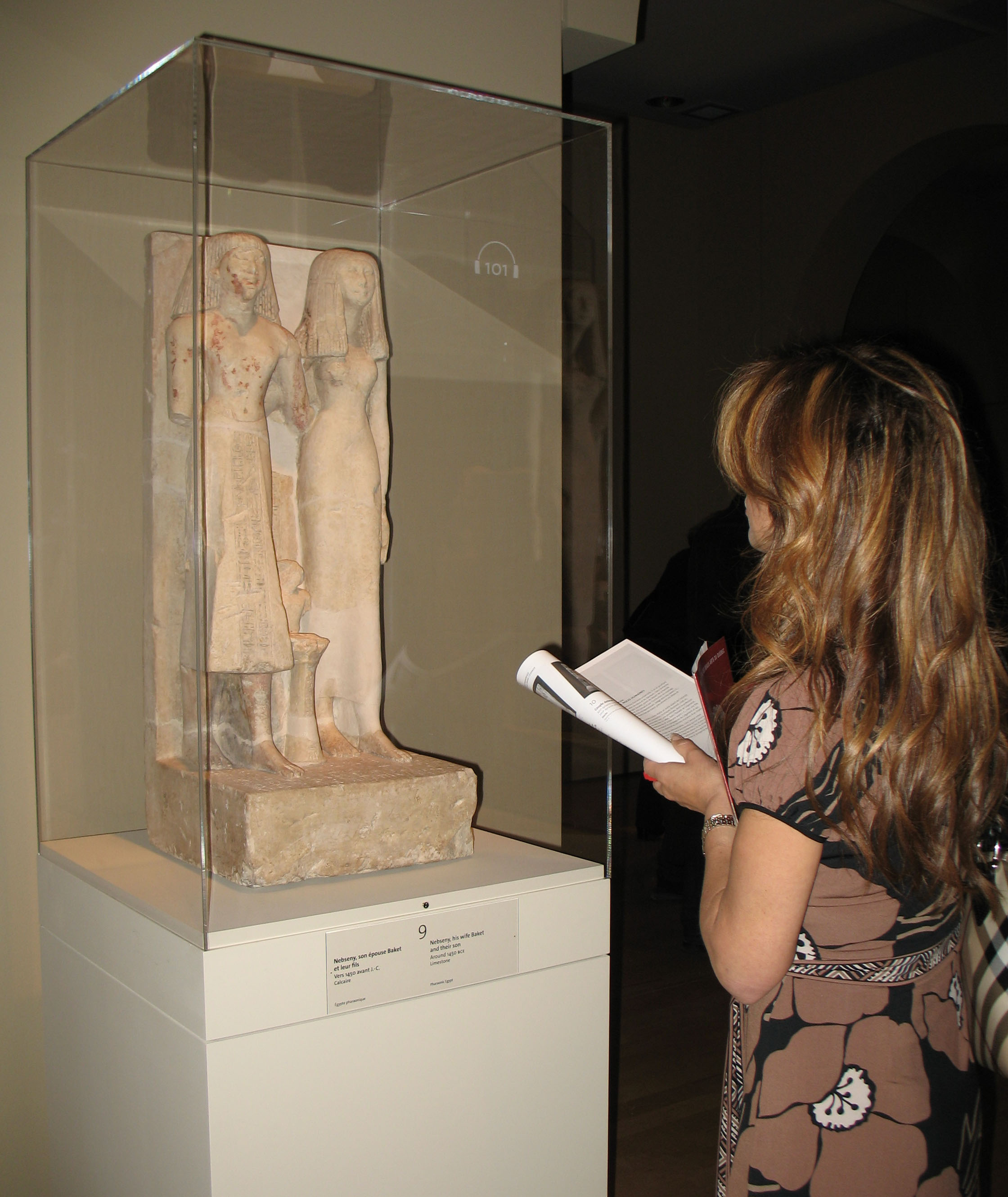
Le Louvre à Québec

L'exposition Le Louvre à Québec - Les arts et la vie a été présentée au Musée national des beaux-arts du Québec du 5 juin au 26 octobre 2008,. Pour l'occasion, 275 œuvres du musée parisien, provenant de ses huit départements et pour la plupart normalement en expositions dans ses galeries, sont déplacées à Québec. Fait d'exception, plutôt que de seulement emprunter des œuvres au Musée du Louvre, le concept de l'exposition est d'abord imaginé par le Musée national des beaux-arts du Québec. De plus, il est très rare qu'autant d'œuvres du Louvre, provenant de tous ses départements, soient déplacées pour une exposition unique. Il s'agit de la première collaboration du musée français avec un musée en Amérique.
Une exposition ayant eu lieu en 1967 à l'exposition universelle Terre des Hommes à Montréal traitait de la relation de l'homme avec l'univers, l'amour et la mort inspira le directeur du musée québécois, John R. Porter sur le thème « Les arts et la vie », dont ce fut la dernière grande exposition à ce titre,. Le thème fut ensuite développé par la directrice des expositions du musée, Line Ouellet en collaboration avec les conservateurs des huit départements du Musée du Louvre.
L'exposition a reçu plus de 450 000 visiteurs en 145 jours, ce qui en fait la deuxième exposition la plus courue du Musée, après celle consacré à Auguste Rodin en 1998, qui avait accueilli un peu plus de 524 000 visiteurs. La fréquentation du musée a été telle (71 % d'augmentation en comparaison de l'année précédente) que ses heures d'ouverture ont dû être allongées de 8 heures par semaine à partir de la fin juillet.

#### Le Potager des visionnaires
Le Potager des visionnaires est un grand jardin aménagé sur les toits et terrasses du Musée de la civilisation, conçu et mis en scène par Franco Dragone. Aménagé au coût de 1,2 million de dollars, près de 680 000 visiteurs l'ont arpenté entre le 6 juin 2008 et la fin octobre.
Le jardin potager et de fleurs a pour thème la protection de l'environnement et l'avenir de la Terre; ce thème est mis en valeur par des éclairage et de la musique. Au centre de l'exposition, des projections dans le Puits des visionnaires devait dans le concept originel donner la parole à de grands scientifiques; finalement, ce seront des enfants de diverses origines qui y exprimeront leur vision de l'avenir.
Une partie des récoltes du jardin a été remise à la Maison de Lauberivière, un site d'accueil des sans-abris et des démunis de Québec. Le succès des jardins a amené le Musée à répéter l'expérience dans une formule semblable en 2009.

#### Le Moulin à images

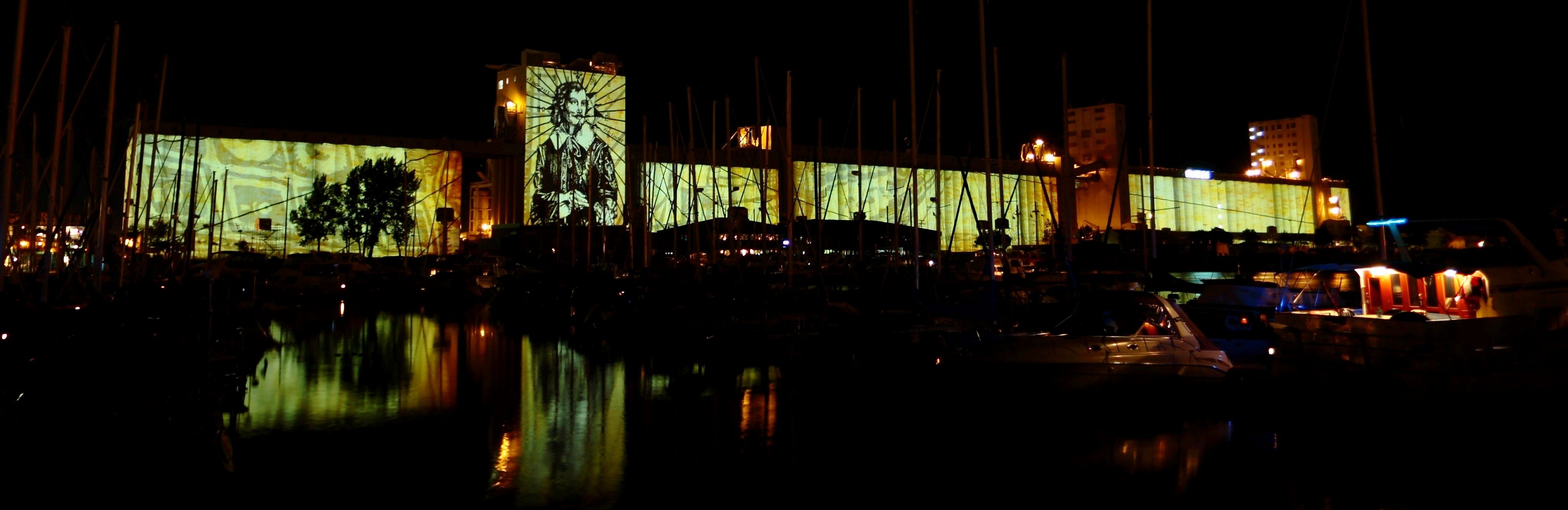
Le Moulin à images

Le Moulin à images est un spectacle extérieur gratuit créé par Robert Lepage et Ex Machina, sur l'histoire de Québec. Il s'agit d'une immense projection au bassin Louise du Port de Québec sur les silos à grains de la Bunge offrant un écran extérieur de 30 m de haut sur 600 m de long.
La création du Moulin à image aura coûté 4,7 millions de dollars canadiens et demandé la participation d'une centaine de spécialistes,.

#### Infiniment Québec
Le réalisateur Jean-Claude Labrecque a conçu et réalisé le film documentaire  Infiniment Québec, qui présente des images de Québec accompagné de la musique de Jorane,. Le film est coproduit par Les Productions Thalie et l'Office national du film du Canada. D'abord prévu pour durer 75 minutes et être distribué commercialement en salles, les difficultés de Christal Films obligeront Labrecque à revoir ses plans, à raccourcir le film à une durée de 52 minutes et à plutôt présenter son œuvre à la télévision de Radio-Canada et à ARTV ainsi que dans les salles québécoises de cinéma d'auteur, en plus de viser les festivals internationaux de cinéma. Le film est présenté en avant-première gratuitement au public dans le cadre de la journée anniversaire de la ville les 2 et 3 juillet 2008 à l'Agora du Vieux-Port avec les prestations musicales de Jorane et de l'Orchestre symphonique de Québec ainsi que la narration de Gilbert Sicotte.

#### Journée du 3 juillet et Salut à Champlain
Le 3 juillet 2008 marquait le 400e anniversaire de Québec. La tradition de célébrer annuellement la date de fondation de la ville ne remonte qu'aux années 1950, alors que des représentants de la société historique de Québec commencèrent à déposer une gerbe de fleurs au pied de la statue de Champlain située à proximité du Château Frontenac. Jean Pelletier, maire de Québec, poursuivit la tradition et en fit une cérémonie officielle à partir de la fin des années 1970.
La journée fut marquée de plusieurs événements. À partir de 5h30, les citoyens furent invités à partager un déjeuner avec le maire Régis Labeaume dans les jardins de l'Hôtel de ville de Québec. À 9h00, une messe solennelle fut célébrée par l'archevêque Marc Ouellet à la basilique-cathédrale Notre-Dame de Québec. À midi, sur l'initiative du maire et du cardinal Marc Ouellet, les cloches de toutes les églises de la ville et celles de plus de 800 autres paroisses de l'ensemble du Canada sonnèrent simultanément pour célébrer Québec. Le bateau à voile Belem, qui a quitté Saint-Malo afin de recréer le voyage de Champlain est arrivé dans le Vieux-Port la veille, le 2 juillet.
La cérémonie du Salut à Champlain, d'une durée d'une heure, rassembla de nombreux dignitaires à proximité de la statue de Champlain à partir de 10h40 sur la terrasse Dufferin, sous une pluie battante. Le maire de Québec, Régis Labeaume, le premier ministre du Québec, Jean Charest ainsi que le premier ministre du Canada, Stephen Harper, y prononceront des discours. Parmi les invités provenant des États-Unis, de France et de Grande-Bretagne, on compte une délégation française imposante comptant le premier ministre François Fillon, quatre ministres, le maire de Bordeaux (ville jumelée à Québec) Alain Juppé, le président du comité français des fêtes Jean-Pierre Raffarin ainsi que la présidente de Poitou-Charentes, Ségolène Royal.
L'avant-midi s'est terminé par la parade de 2000 militaires et anciens militaires dans les rues de la ville, à la suite d'une cérémonie du droit de cité du 5e Groupe Brigade de Valcartier. Quelques manifestants antimilitaristes ont profité de l'occasion pour démontrer leur opposition à la présence militaire canadienne en Afghanistan sans pour autant perturber la cérémonie.
En fin d'après-midi, le spectacle Rencontres est présenté pour la première fois (voir plus bas).
Finalement, le plus grand spectacle pyrotechnique jamais présenté au Canada, Les quatre saisons de Québec, est déployé à partir d'une rampe de lancement situé sur le fleuve Saint-Laurent. 25 000 effets pyrotechniques créés par 7 500 pièces explosives constitueront un spectacle pyromusical débutant vers 22 h. Tant les journalistes que la foule sont impressionnés; le journaliste Samuel Auger le qualifie de "plus grand hommage jamais réservé à un cours d'eau au pays". La foule et la circulation pour accéder aux rives du fleuve sont très intense; les forces policières estiment à 300 000 personnes au total qui assisteront au spectacle depuis Québec ou Lévis. Les plaisanciers sont si nombreux sur le fleuve que la circulation sur la voie maritime doit y être interrompue, une première estivale dans l'histoire.

##### Rencontres
Le spectacle Rencontres, mis en scène par Pierre Boileau, est présenté en plein air sur une vaste scène devant l'Assemblée nationale du Québec les 3, 4 et 5 juillet 2008. Malgré un espace restreint pour les spectateurs et la pluie qui perturbe le spectacle les 3 et 4 juillet, environ 45 000 personnes y assisteront au total.
Le spectacle est animé par le comédien Yves Jacques, qui personnifie Samuel de Champlain et présente l'histoire des rencontres de différentes cultures à Québec à l'aide de chansons, d'art du cirque et de chorégraphies. Parmi les artistes y participant, on compte Marco Calliari, Robert Charlebois, Claude Dubois, Diane Dufresne, Ariane Moffatt, Lynda Thalie, Marie-Jo Thério et Gilles Vigneault. La scène comporte une rivière dévalant depuis la base de l'Assemblée nationale et une demi-sphère géodésique englobant la fontaine de Tourny.
Le succès tant critique que populaire est complet; le journaliste Éric Moreault le qualifie de « déploiement grandiose » et de « spectaculaire réussite » pouvant faire oublier le « spectacle raté du 31 décembre ».

#### Et si Québec m'était chantée…
Un spectacle de chant choral, organisé par l'Alliance des chorales du Québec avec un soutien de la France, a été présenté le 18 juillet 2008 au Colisée de Québec. Intitulé Et si Québec m'était chantée…, il devait originellement rassembler 2008 choristes, mais divers déboires forceront les organisateurs à ramener à la baisse ce nombre à 1400 chanteurs. 70 chorales de France, du Québec et de l'Alberta ainsi que des États-Unis unissent leurs voix pour présenter 21 chansons dont ToTEm de Martin Gravel sous la direction de David Rompré et Mon clair de lune de France Levasseur-Ouimet sous la direction de Laurier Fagnan, ainsi que des chansons comme La basse-ville de Sylvain Lelièvre ou J'ai refais le plus beau voyage que Claude Gauthier a modifié pour l'occasion[réf. nécessaire]. Le spectacle a lieu devant un public de 9 300 personnes. Plusieurs de ces chorales présentent en outre des prestations à l'Espace 400e comme la Chorale Saint-Jean d'Edmonton qui, en tournée dans la province, y présentait Elles s'appelaient Marie, une suite pour chœur originale de France Levasseur-Ouimet parlant des pionnières qui, au tournant du XXe siècle, ont quitté le Québec pour s'établir dans l'ouest canadien.

#### Spectacle de Paul McCartney
Au début de l'été 2008, l'organisation du 400e approche Paul McCartney afin qu'il présente, le 20 juillet 2008, un spectacle gratuit en plein air sur les plaines d'Abraham de Québec.
Quatre mois de négociation seront nécessaires afin de convaincre l'ex-Beatles de se produire à Québec, des promoteurs de Halifax ayant échoué à y attirer McCartney à la même période. L'idée de participer à la célébration d'un événement historique aura finalement été décisif dans la décision du chanteur d'accepter, qui confirmera sa présence le 30 juin dans un message vidéo enregistré à Londres. Bien que le cachet de l'artiste ne sera pas dévoilé, ce sont les dix millions de dollars de surplus générés les championnats mondiaux de hockey et des compressions administratives qui permettent la tenue du spectacle.
Quelques heures après l'annonce de la prestation, les chambres des hôtels centraux de Québec sont toutes réservées; à dix jours de sa tenue, seules quelques chambres sont disponibles en banlieue de Québec. Cependant, quelques nationalistes québécois protestent contre la venue de McCartney sur le site de la défaite des Français contre les Britanniques. Une pétition en ce sens est initiée par l'artiste Luc Archambault et est appuyée par d'autres artistes nationalistes ainsi que par trois députés du Parti québécois dont son porte-parole pour la culture et la langue, Pierre Curzi. Cette initiative est rapidement désavouée par la cheffe du Parti québécois, Pauline Marois; Archambault et Curzi se rétracteront quelques jours plus tard, non sans que les médias internationaux en ait fait état et que McCartney ne sente le besoin de calmer le jeu.
Selon les journalistes François Bourque et Julie Lemieux, une ambiance de fête règne à Québec toute la journée du 20 juillet; la ville est bondée et on n'y a jamais vu autant de gens. Environ cent personnes dorment la veille derrière les barrières du site pour avoir les meilleures places; à l'ouverture des barrières à 17 h, une foule jusque-là tranquille provoque quelques bousculades, mais aucun incident majeur n'est déploré.
Après avoir lancé « Bonsoir les Québécois! Bonsoir toute la gang! », en français, à la foule en ouverture, Paul McCartney interprétera 36 chansons durant le spectacle d'une durée de plus de deux heures. Le spectacle sera qualifié de « plus grand événement sur les Plaines depuis Wolfe et Montcalm ». La foule est estimée à 270 000 spectateurs.
Au cours du spectacle, le chanteur britannique brandit un énorme drapeau québécois,. Selon l'organisation responsable des célébrations, cela n'avait cependant rien à voir avec la polémique qui avait éclaté auparavant en raison du statut britannique de McCartney.

#### Spectacle de Céline Dion
Le 22 août 2008, Céline Dion et plusieurs artistes invités présentent un spectacle à grand déploiement sur les plaines d'Abraham. La foule sur les Plaines est estimé à 200 000 personnes, en plus des 80 000 qui y assistent par écrans géants interposés à Lévis. Le spectacle réalise également le record québécois de la plus grande popularité sur les réseaux de télévision à la carte avec 130 000 achats de sa présentation pour près de 20 dollars canadiens chacun.
La veille du spectacle, Céline Dion reçoit un doctorat honorifique de l'Université Laval des mains du recteur Denis Brière pour souligner ses « qualités artistiques et humaines remarquables ».

#### Spectacle du Cirque du Soleil
Le Cirque du Soleil a présenté en octobre 2008 cinq représentations d'un spectacle créé spécialement pour l'anniversaire de la ville au Colisée de Québec devant un total de 33000 spectateurs. Le critique Nicolas Houle le décrit comme un spectacle soigné, parfois longuet mais souvent spectaculaire, où la magie du Cirque s'est pointé. Le spectacle avait un budget de 4,4 millions de dollars canadiens.
À l'occasion de ce spectacle, Guy Laliberté, cofondateur du Cirque et actuel propriétaire, a reçu le 20 octobre un doctorat honorifique de l'Université Laval pour son travail au Cirque et pour la Fondation One Drop.

### Éditions spéciales en 2008 d'événements récurrents

#### Carnaval de Québec
Le Carnaval de Québec présente une édition spéciale pour 2008; en particulier, le défilé de nuit a été bonifié avec des projections et marionnette géantes. Si le premier défilé dans les rues de Charlesbourg n'a pas été à la hauteur des attentes puisque le trajet ne permettait pas de présenter certaines composantes du spectacle, la deuxième édition dans la Haute-ville de Québec a finalement permis au défilé « de se retrouver dans son élément ».

#### Futurallia Québec 2008
Futurallia est un rendez-vous économique annuel basé à Poitiers en France. En 2008, à l'occasion des fêtes du 400e, celui-ci a eu lieu à Québec; il avait déjà été présenté dans cette ville en 2003. Dans les deux cas, PÔLE Québec Chaudière-Appalaches (actuel Québec International) a été mandatée pour assurer son organisation. Plus de mille participants, soit un nombre record, sont de cette édition, dont 50 américains et 200 français. La collaboration de l'Office franco-québécois pour la jeunesse permet la présence notée d'un nombre important de jeunes entrepreneurs québécois et français de moins de 35 ans, œuvrant surtout dans le domaine du développement durable et de l'environnement. En particulier, le symposium Québec-France, rassemblant 200 participants provenant d'entreprises, d'institutions d'enseignement et de centres de recherche, s'est concentré sur cinq thèmes (transport terrestre avancé, environnement et développement durable, aéronautique, santé et biotechnologies et technologies de la mer).
Par ailleurs, une semaine d'activités à saveur économique se sont greffées à Futurallia entre le 16 et 23 mai 2008. Ainsi se sont également tenus à Québec dans le cadre du 400e la Rencontre internationale de la francophonie économique, le déjeuner d'affaires Québec-Bordeaux, le Symposium franco-québécois sur les créneaux d'excellence et pôles de compétitivité ainsi que le Sommet Québec-New York, avec au total 2000 participants.

#### Spectacle aérien international de Québec
L'édition 2008 du spectacle aérien international de Québec a lieu les 13, 14 et 15 juin 2008. Il s'agit d'une édition spéciale du festival participant aux célébrations du 400e anniversaire de Québec. L'objectif annoncé était de réunir des représentants des nations ayant marqué l'histoire de la ville : les Red Arrows de la Royal Air Force (Grande-Bretagne), les Snowbirds de la Force aérienne du Canada, les Blue Angels de la US Navy et les Thunderbirds de la US Air Force (États-Unis) ainsi que la Patrouille de France. Si le secrétaire à la Défense des États-Unis a donné une dérogation spéciale permettant aux deux équipes acrobatiques américaines d'être présentes en même temps au même spectacle aérien, la Patrouille de France a fait défection à quelques mois des événements.

#### Festival d'été de Québec
Le Festival d'été international de Québec présente chaque été des prestations musicales et d'arts de la rue sur plusieurs scènes à travers la ville. En 2008, plusieurs invités spéciaux ont été ajoutés dans le cadre des fêtes du 400e de la ville. On compte parmi eux Charles Aznavour qui a présenté en plein air, le 6 juillet, une rétrospective de ses 60 ans de carrière. Celui-ci avait été honoré la veille en recevant le grade d'officier de l'Ordre du Canada.

#### Grands Feux Loto-Québec

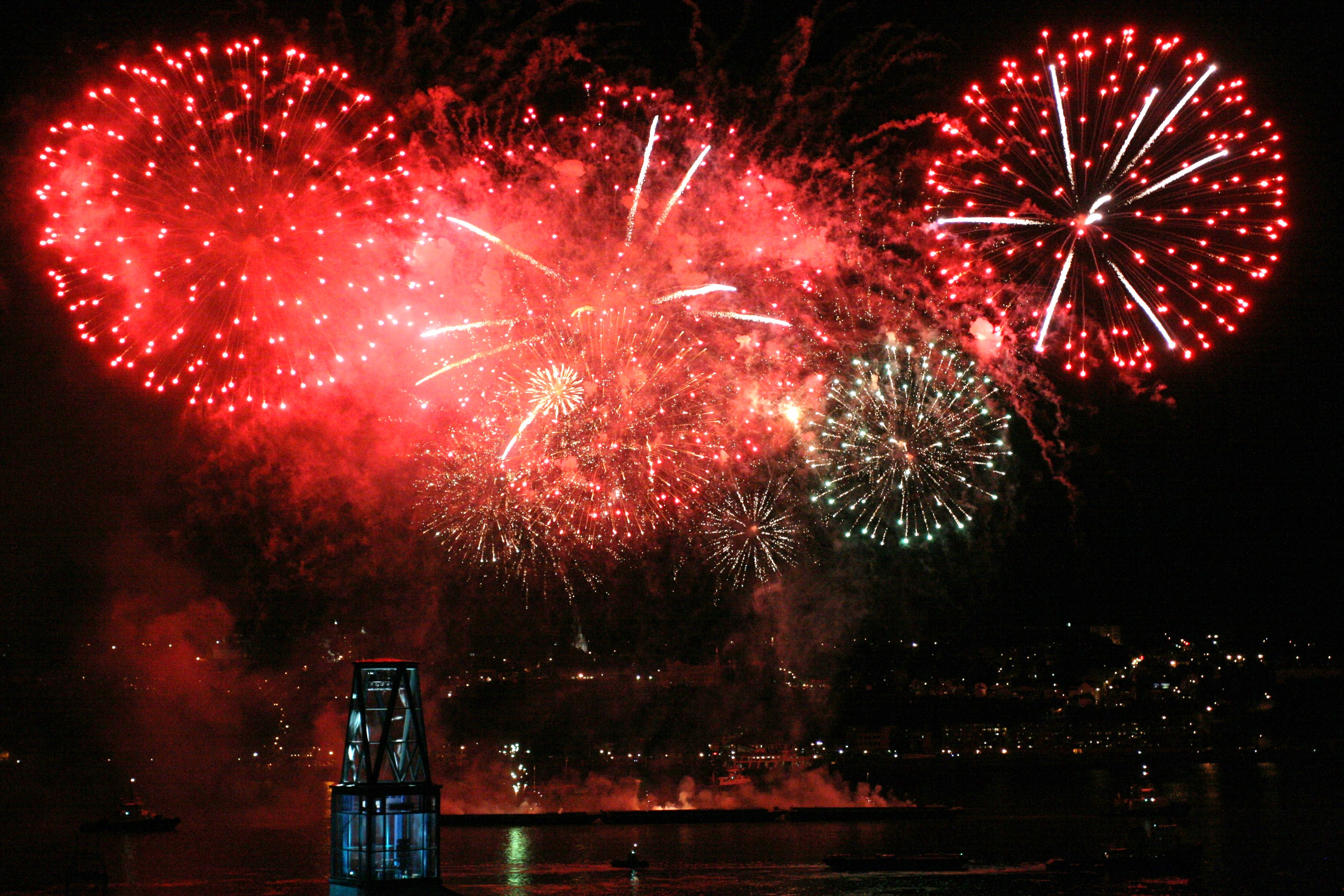
Feu d'artifice du 400e anniversaire de la Ville de Québec, le 3 juillet 2008 à 22h54 sur le fleuve Saint-Laurent..

Les Grands Feux Loto-Québec sont une compétition internationale d'art pyrotechnique qui a lieu annuellement au Parc de la Chute-Montmorency. En 2008, les cinq équipes nationales (Canada, États-Unis, Chine, Angleterre et Australie) en compétition doivent, avant leur programme principal, présenter une prestation de six minutes sur le thème du 400e anniversaire de Québec. De plus, le spectacle de la finale, plutôt que de présenter les meilleurs moments des spectacles des équipes nationales comme par le passé, est consacré à une prestation sur le thème de l'histoire de la ville.

#### Salon international du livre de Québec
Le Salon international du livre de Québec a profité du 400e anniversaire de Québec pour ajouter à son programme des activités spéciales: sa présidente d'honneur, Marie Laberge, est originaire de Québec; de nombreux autres auteurs de la ville ont été invités (André-Philippe Côté, Esther Croft, Henri Dorion, Jacques Lacoursière, Martine Latulippe, Michel Lessard, Claire Martin, Pierre Morency, Paul Ohl, Jean O'Neil, Gilles Pellerin, André Richard et Denis Vaugeois); une série de 15 spectacles littéraires sur le thème de Québec rassemblés sous le titre de Québec la muse sont présentés en différents endroits de la ville. Le Festival de la BD francophone, qui est hébergée par le Salon depuis 2005, présente également des activités spéciales, dont l'exposition Québec en bande dessinée répertoriant les apparitions de la ville dans des BD.

### Autres événements
Le 8 mai, les prémices de l'Opéra Urbain devaient avoir lieu à La Rochelle en France. Un enfant nommé IRO, personnage représentant les découvreurs de l'Amérique, prendrait les eaux pour aboutir à Québec le 2 juillet. Du 2 au 6 juillet, ce spectacle en plein air présentera Québec à travers ses quatre saisons en différents lieux de la ville, particulièrement le quadrilatère du Parlement s'il est retenu, par 1500 figurants, chanteurs, comédiens et danseurs, ainsi que par des troupes d'amuseurs publics. La conceptrice de l'événement est Danielle Roy. Ce concept fut abandonné pour être remplacé par trois spectacles d'amuseurs et de chant face au Parlement de Québec.
La ville de Québec profite des fêtes pour remettre gratuitement à la population 3200 ormes, soit 400 par arrondissements, puisque l'orme est presque devenu l'arbre emblématique de la ville avec 15 000 spécimens dans les secteurs urbanisés de la ville.

#### Grande fête de la Côte-de-Beaupré
La région de la Côte-de-Beaupré, située à l'est de Québec sur la rive nord du fleuve Saint-Laurent, a eu une histoire très liée à celle de Québec dès l'époque de la Nouvelle-France. Une fête champêtre dont une partie du financement était assuré par la société des fêtes du 400e était en organisation lorsqu'en février 2007 cette dernière affecta son budget au Championnat mondial de hockey afin d'éviter un déficit éventuel. Ce retrait de budget fut alors dénoncé publiquement par Henri Cloutier, préfet de la MRC. Une entente interviendra cependant en mai 2007 afin que la société finance les fêtes pour 150 000 $ sur un budget total de 600 000 $.
Les activités débutent le 29 août 2008 par un feu d'artifice lancé à proximité de la Basilique Sainte-Anne de Beaupré. Gregory Charles et 15 choristes présentent un spectacle à la basilique le lendemain le 30 août, tandis que le groupe Kaïn fait de même à Saint-Joachim le 31. Parmi les autres activités présentés, on compte des reconstitutions historiques et un marché agricole à la réserve nationale de faune du Cap-Tourmente ainsi que des expéditions sur le fleuve sur un navire des Croisières Le Coudrier.

#### Dictée du400ede l’Université Laval
La dictée du 400e de l'Université Laval est un défi lancé à la population, dont le principal mécène et le ministère de l’Éducation, du Loisir et du Sport. Cette dictée comporte plusieurs pièges orthographiques et exceptions grammaticales. Ce n'est pas la première fois que l'Université tente de réveiller le sens orthographique des populations francophones d'Amérique. Elle s'était déjà associée, en 2007, à la « Dictée des Amériques », à laquelle s'étaient inscrits 42 872 élèves de 4e et 5e secondaire de plus de 197 écoles du Québec.
La première dictée a été composée par Jean-Marie De Koninck et porte le sujet de Pi. Elle s'est tenue le 24 janvier 2008 et elle s'intitule «Qui suis-je?». Elle a rassemblé plus de 300 personnes dans l'agora du pavillon Alphonse-Desjardins de l'Université Laval
Pour la première dictée, les personnes s'étant le plus démarquées sont Micheline Bélisle, étudiante au doctorat en communication publique, avec aucune faute; Dany Roberge, étudiant au doctorat en études littéraires, avec une faute ainsi qu'Adrien Yergeau et Alexandre Morin, respectivement étudiant au baccalauréat en architecture et à la maîtrise en études internationales, avec chacun deux fautes.
La deuxième dictée a été composée par Normand Voyer, professeur, et porte le sujet de la Saint-Valentin. Elle s'est tenue le 14 février 2008 et s'est intitulé « La chimie de l'amour ».

#### Autres manifestations liées au400e

##### La Fureur
La version québécoise de l'émission de télévision La Fureur, successivement animée par Véronique Cloutier et Sébastien Benoit, est spécialement présentée à Québec au Pavillon de la Jeunesse d'ExpoCité le 31 décembre 2007 pour son dernier enregistrement. Après 10 ans d'existence et 274 émissions, les deux animateurs étaient présents pour la dernière, en plus de Gregory Charles, Sylvain Cossette, Richard Petit, Marie-Mai, Véronic DiCaire et Alex Perron,.

##### Office national du film
L'Office national du film du Canada (ONF) présente une programmation particulière tournée vers Québec pour son 400e anniversaire, puisque selon son président, Tom Perlmutter, il s'agit de l'événement historique et culturel le plus important des dernières années au Canada. Quatre films sont présentés ayant un lien avec la ville :
- Champlain retracé, un court-métrage de Jean-François Pouliot, un film en trois dimensions mettant en vedette Pascale Montpetit peignant un portrait de Samuel de Champlain, fondateur de la ville[57];
- Mon parc, mes Plaines, documentaire réalisé par Carole Laganière et narré par Marie-Thérèse Fortin, qui est une commande de la Commission des champs de bataille nationaux pour célébrer le 100e anniversaire de la création des plaines d'Abraham. Le film est présenté lors d'événements du 400e, puis à la Maison de la découverte des plaines d'Abraham[57];
- Folle de Dieu, film sur la vie de Marie Guyart dite Marie de l'Incarnation, telle que racontée par l'actrice Marie Tifo, qui sort en salle à l'automne 2008[57];
- Infiniment Québec, film documentaire de Jean-Claude Labrecque sur Québec, principalement visuel avec peu de narration et une musique créée par Jorane[57].

## «L’Autre400e»
L'Autre 400e est un regroupement d'individus qui aborde d'autres thèmes que ceux présentés par la société du 400e. Ils ont pour objectif de mettre de l’avant une vision populaire et critique de l’histoire de la ville de Québec en solidarité avec les peuples autochtones ; d'occuper l’espace public pour diverses activités de formation et de diffusion et de favoriser la convergence des acteurs intéressés à arrimer leurs actions et activités.

## Retombées des fêtes
Les fêtes dans leur ensemble sont saluées comme un « énorme succès de foule et d'estime ». En novembre 2008, on estimait à 8 millions le nombre total de participants aux 290 activités des festivités. Le succès de foule ont amené les participants ont dû patienter en grand nombre pour accéder à des activités et spectacles: multiples files afin d'obtenir les billets disponibles pour le spectacle de Céline Dion, 33 000 billets pour le spectacle du Cirque du Soleil qui ont obtenu preneurs en moins de 4 heures, spectateurs près à attendre 4 heures pour acheter des t-shirts exclusifs du spectacle de Paul McCartney, trois heures d'attente pour voir le parcours 400 ans chrono, etc.
Outre les retombées économiques, les chroniqueurs notent que le succès des fêtes ont pour principale conséquence une estime et une fierté renouvelée de la population de Québec qui aurait perdu ses complexes, entre autres face à Montréal. En particulier, les échecs de deux candidatures aux Jeux olympiques d'hiver de 2002 et 2010, et le succès mitigé en 1984 des célébrations du 450e anniversaire de l'arrivée de Jacques Cartier au Québec, Québec 84, sont remplacés par la confiance des Québécois dans leur capacité d'organiser de grands événements.
Les conséquences des fêtes du 400e de Québec sur le tourisme dans les autres régions du Québec sont contradictoires. Des intervenants touristiques attribuent le lent départ de la saison touristique estivale en 2008 au déplacement des touristes vers Québec plutôt que dans les autres régions du Québec. D'autres, par contre, soulignent que les voyageurs étrangers qui vont visiter Québec en profitent pour également faire du tourisme dans le reste du Québec, ce qui permet par exemple à l'Estrie de profiter de la manne.

### Legs

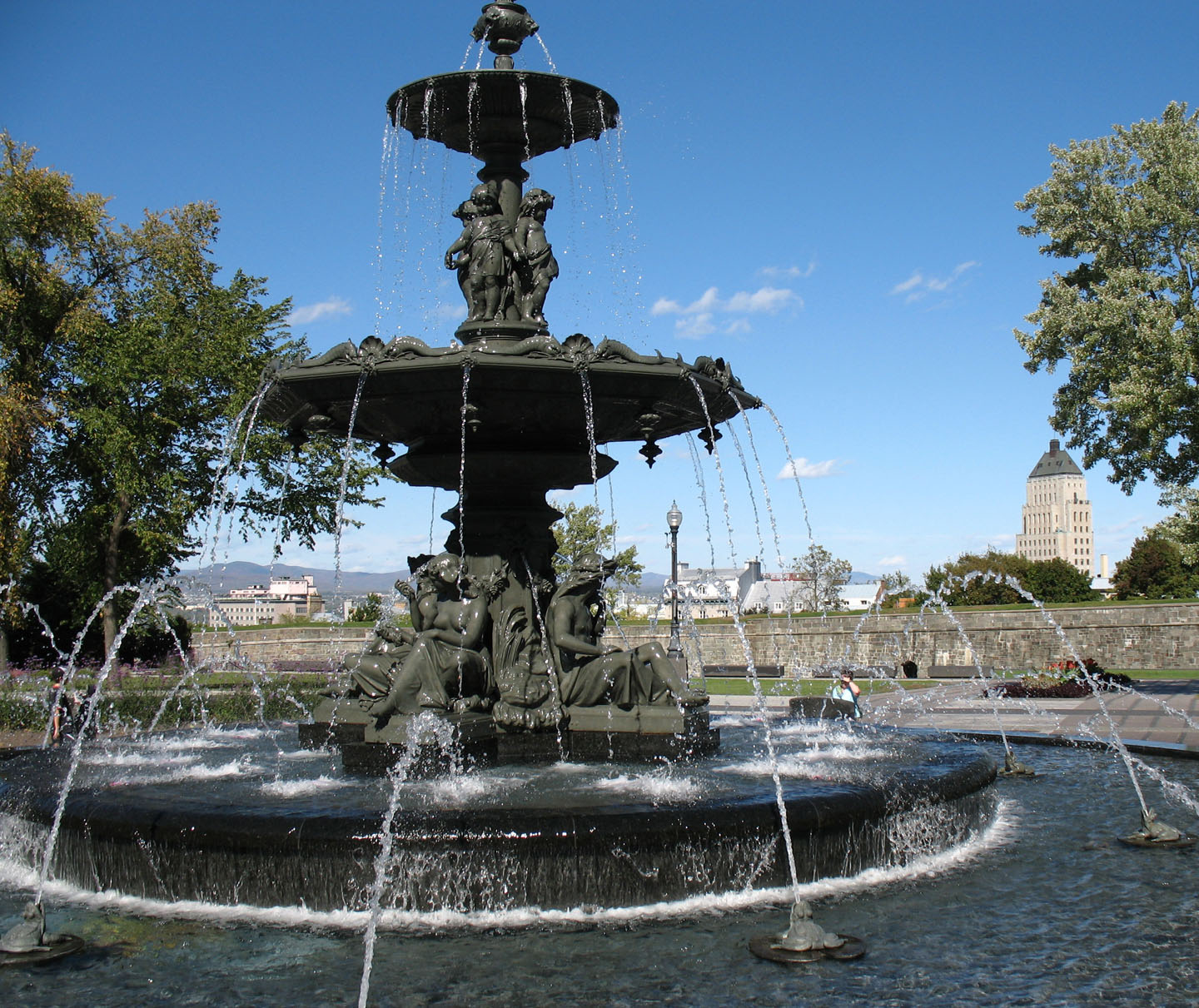
Fontaine de Tourny, legs de la Maison Simons pour les 400 ans de Québec

En plus des aménagements déjà mentionnés, plusieurs cadeaux et legs ont été donnés à la ville de Québec par différents gouvernements et institutions dans le cadre de son 400e anniversaire.
L'un des plus significatifs est l'aménagement de la fontaine de Tourny face à l'hôtel du Parlement du Québec, devenu un "rendez-vous incontournable à Québec". La fontaine est un don de Peter Simons, propriétaire des magasins La Maison Simons au nom de sa famille. Les Simons firent l'achat et la restauration de la fontaine au coût de 4 millions de dollars canadiens, la Ville de Québec et la Commission de la capitale nationale participant à son installation pour 2 millions de dollars. Elle est inaugurée le 3 juillet 2007.
On compte également:
- Alsace, France : le spectacle multimédia La Symphonie de l'eau, présenté au parc de la Francophonie;
- Aquitaine, France : un spectacle du Ballet Biarritz;
- Bavière, Allemagne : le concert Bavière-Québec présenté au Palais Montcalm;
- Bordeaux, France : cinq mascarons installés sur la façade de l'hôtel de ville de Québec;
- CAA Québec : la sculpture Invitation au voyage, installée au coin des rues Saint-Paul et John-Goudie;
- Chambre de commerce de Québec : l'œuvre L'Embarquement installée à la place du Marché du Vieux-Port;
- Chili : Statue équestre de Bernardo O'Higgins installée au Parc-de-l'Amérique-latine;
- anciens consults des États-Unis à Québec: Bancs des consuls, face au Consulat des États-Unis;
- Mouvement Desjardins : la promenade Desjardins au Centre des congrès de Québec;
- États-Unis, état du Vermont et communautés franco-américaine de Nouvelle-Angleterre: Trois stèles installées au parc de la Jetée sur la promenade Samuel-de-Champlain. Celles-ci ont été inaugurées en présence du consul des États-Unis à Québec, David Fetter, du gouverneur du Vermont James Douglas et du sénateur Patrick Leahy ainsi que de Claire Quintal, présidente d'une association de Franco-américains[100];
- France : création du Centre de la francophonie au Musée de l'Amérique française;
- Jura, Suisse : horloge installée dans les jardins de hôtel de ville de Québec;
- La Rochelle, France : un livre géant, le Livre de Champlain, installé à la redoute du Cap-aux-Diamants;
- Loto-Québec, Société des établissements de plein air du Québec et Commission de la capitale nationale du Québec : mise en lumière au parc de la Chute-Montmorency;
- Montréal, Canada : l'installation artistique Rêver le Nouveau Monde, face à la gare du Palais.
- Namur, Belgique : banc public pour installation au jardin de l'Hôtel-de-ville et un concert du Chœur de chambre de Namur présenté au Palais Montcalm;
- Ouagadougou, Burkina Faso : l'œuvre Ouedraogo installé à l'hôtel de ville de Québec;
- Paris, France: Présentation d'une mise en lumière éventuelle de la façade de l'hôtel de ville de Québec;
- Pays-Bas : dix lampadaires et deux bancs publics installés au parc de la Jetée sur la promenade Samuel-de-Champlain;
- Poitou-Charentes, France : don de tonnelets aux familles-souches de Québec;
- Sainte-Anne-des-Monts, Canada : sculpture en bois de grève installée à l'hôtel de ville de Québec;
- Saint-Pétersbourg, Russie : concert au Palais Montcalm intitulé "Les muses boréales de Saint-Pétersbourg à Québec".

## Chronologie d'événements liés aux fêtes du400e

### 2004

#### Janvier
- Démission de Roland Arpin, premier président directeur général des fêtes du 400e[5].

### 2005
- Démission de Raymond Garneau, deuxième président directeur général des fêtes du 400e[5].

### 2007

#### Juillet
3 juillet 2007: 399e anniversaire de la ville de Québec; inauguration de la Fontaine de Tourny.

#### Octobre
8 octobre 2007 au 8 décembre 2008 : Le Grenier de l'Histoire SSQ: les Grands d'aujourd'hui racontent ceux d'hier, au Palais Montcalm

#### Novembre
8 octobre 2007 au 8 décembre 2008 : Le Grenier de l'Histoire SSQ : Les Grands d'aujourd'hui racontent ceux d'hier, au Palais Montcalm

#### Décembre
31 décembre 2007 : Coup d'envoi spectacle de variétés à Place d'Youville, suivi d'un feu d'artifice.

### 2008

#### Janvier
- 2 janvier 2008 : congédiement de Pierre Boulanger, troisième président directeur général des fêtes du 400 et embauche de Daniel Gélinas.e[5].
- 5-6 janvier 2008 : parcours 400 ans chrono à proximité des murs du Vieux-Québec.
- 26 janvier 2008 : Red Bull Crashed Ice, édition 2008.

#### Février
- 11 février 2008 : Le Grenier de l'Histoire SSQ : Les Grands d'aujourd'hui racontent ceux d'hier, au Palais Montcalm. Madeleine Arbour raconte Paul-Émile Borduas.
- 1er février au 17 février 2008 : carnaval de Québec
- 7 février au 4 mai 2008 : xxposition au Musée national des beaux-arts du Québec sous le thème de « Québec, une ville et ses artistes »
- 14 février au 28 février 2008 : Tournoi international de hockey pee-wee de Québec
- 19 février au 21 février 2008 : Congrès de la Fondation de l'entrepreneurship
- 21 au 24 février 2008 : Pentathlon des neiges, sur les plaines d'Abraham
- 26 février au 1er mars 2008 : Jeux olympiques spéciaux d'hiver Voir ici

#### Mars
- 10 mars 2008 : Le Grenier de l'Histoire SSQ: Les Grands d'aujourd'hui racontent ceux d'hier, au Palais Montcalm. Albert Milaire raconte Pierre Le Moyne d'Iberville.
- mars : Coupe du monde FIS de surf des neiges
- 15 mars 2008 : La Symphonie des mille de Mahler, par l'OSQ au Colisée de Québec
- mars à avril : Festival de cinéma des 3 Amériques
- 7 février au 4 mai 2008 : Exposition au Musée national des beaux-arts du Québec sous le thème de « Québec, une ville et ses artistes »
- 30 mars au 6 avril 2008 : Tournoi de la coupe du monde de carha de Hockey

#### Avril
- 7 avril 2008 : Le Grenier de l'Histoire SSQ : Les Grands d'aujourd'hui racontent ceux d'hier, au Palais Montcalm. Nicole Fournier raconte Marguerite d'Youville.
- mars et avril 2008 : Festival de cinéma des 3 Amériques
- 13 avril au 19 avril 2008 : Congrès du Syndicat de la fonction publique du Québec
- 16 avril au 20 avril 2008 : Salon international du livre de Québec
- 18 avril au 20 avril 2008 : Festival de la gastronomie de Québec
- 7 février au 4 mai 2008 : Exposition au Musée national des beaux-arts du Québec sous le thème de « Québec, une ville et ses artistes »

#### Mai
- 2 au 16 mai 2008 : championnat mondial de la Fédération international de hockey sur glace (FIHG) au Colisée
- 8 mai 2008 : départ de La Rochelle de la Grande Traversée de l'Atlantiquegrandetraversee400.com. Arrivée des bateaux à Québec prévue le 24 juin.
- 9 mai au 18 mai 2008 : congrès annuel de la Confédération des syndicats nationaux du Québec (CSN)
- 12 mai 2008 : Le Grenier de l'Histoire SSQ : Les Grands d'aujourd'hui racontent ceux d'hier, au Palais Montcalm. Gisèle Lamoureux raconte le Frère Marie-Victorin.
- 13 au 31 mai 2008 : Carrefour international de théâtre de Québec
- 17, 20, 22 et 24 mai : Starmania, de Michel Berger et Luc Plamondon, version opéra de la comédie musicale du même nom, en première mondiale à l'Opéra de Québec. Supplémentaires : 26 mai, 14, 15 et 16 juillet
- 23, 24 et 25 mai 2008 : La Symphonie de l'eau, présentée par l'Alsace au parc de la Francophonie.
- 28 mai au 31 mai 2008 : congrès du Barreau du Québec
- 26 au 28 mai 2008 : réunion annuelle de l'Association géologique du Canada
- 26 au 28 mai 2008 : réunion annuelle de l'Association minéralogique du Canada
- mai à juin 2008 : Manifestation internationale d'art de Québec
- 29 mai au 1er juin 2008 : rendez-vous naval de Québec.
- 30 mai au 1er juin 2008 : congrès annuel et foire commerciale de la Fédération canadienne des municipalités
- 7 février au 4 mai 2008 : exposition au Musée national des beaux-arts du Québec sous le thème de « Québec, une ville et ses artistes »
- 16 mai 2008[102] : Postes Canada et La Poste française organisent l'émission conjointe d'un timbre chacune reproduisant un dessin de Francis Fugazi gravé par Jorge Peral avec pour sujet la fondation de Québec[103],[104].

#### Juin
- 30 mai au 1er juin 2008 : congrès annuel et foire commerciale de la Fédération canadienne des municipalités
- juin à octobre 2008 : mosaïques florales en trois dimensions en divers lieux de la ville
- 1er au 5 juin et 8 au 11 juin 2008 : Monseigneur François, spectacle multimédia animé par Serge Bouchard, dans la cour du Vieux Séminaire
- 3 juin au 19 octobre 2008 : exposition Passagers à l'Espace 400e dans le Vieux-Port
- 3 juin au 28 septembre 2008 : les Jardins éphémères dans le Vieux-Port
- 4 juin au 7 juin 2008 : American and canadian orthopaedic association joint meeting
- 5 juin au 26 octobre 2008 : exposition internationale Le Louvre à Québec. Les arts et la vie. Au Musée national des beaux-arts du Québec, grâce à la collaboration du musée du Louvre de Paris. 5 000 ans d’histoire et de civilisations à travers 274 œuvres d’art importantes.
- 6 juin au 19 octobre 2008 : le Potager des visionnaires au Musée de la Civilisation
- 7 juin 2008 : 1000 motos sur la Grande-Allée
- 9 juin 2008 : Le Grenier de l'Histoire SSQ : Les Grands d'aujourd'hui racontent ceux d'hier, au Palais Montcalm. Claude Béland raconte Alphonse Desjardins.
- 9 juin au 12 juin 2008 : congrès annuel de la Fédération de l'âge d'or du Québec
- 11 juin au 14 juin 2008 : congrès annuel de la Société canadienne de génie civil
- 12 juin 2008 : inauguration de la nouvelle aérogare, Aéroport international Jean-Lesage
- 12 au 15 juin 2008 : congrès de l'Association des officiers de marine du Canada (150 participants)
- 13 au 15 juin 2008 : spectacle aérien international de Québec
- 14 juin 2008 : inauguration de l'œuvre Rêver un nouveau-monde, don de la ville de Montréal située à la place Jean-Pelletier.
- 14 au 17 juin 2008 : Society of atuaries spring meeting
- 14 au 18 juin 2008 : congrès de l’Association canadienne des physiciens (1 000 participants)
- 14 au 29 juin 2008 : festival international et coupe du monde de vélo de montagne Vélirium

- 15 au 22 juin 2008 : 49e congrès eucharistique (15 000 à 20 000 participants)

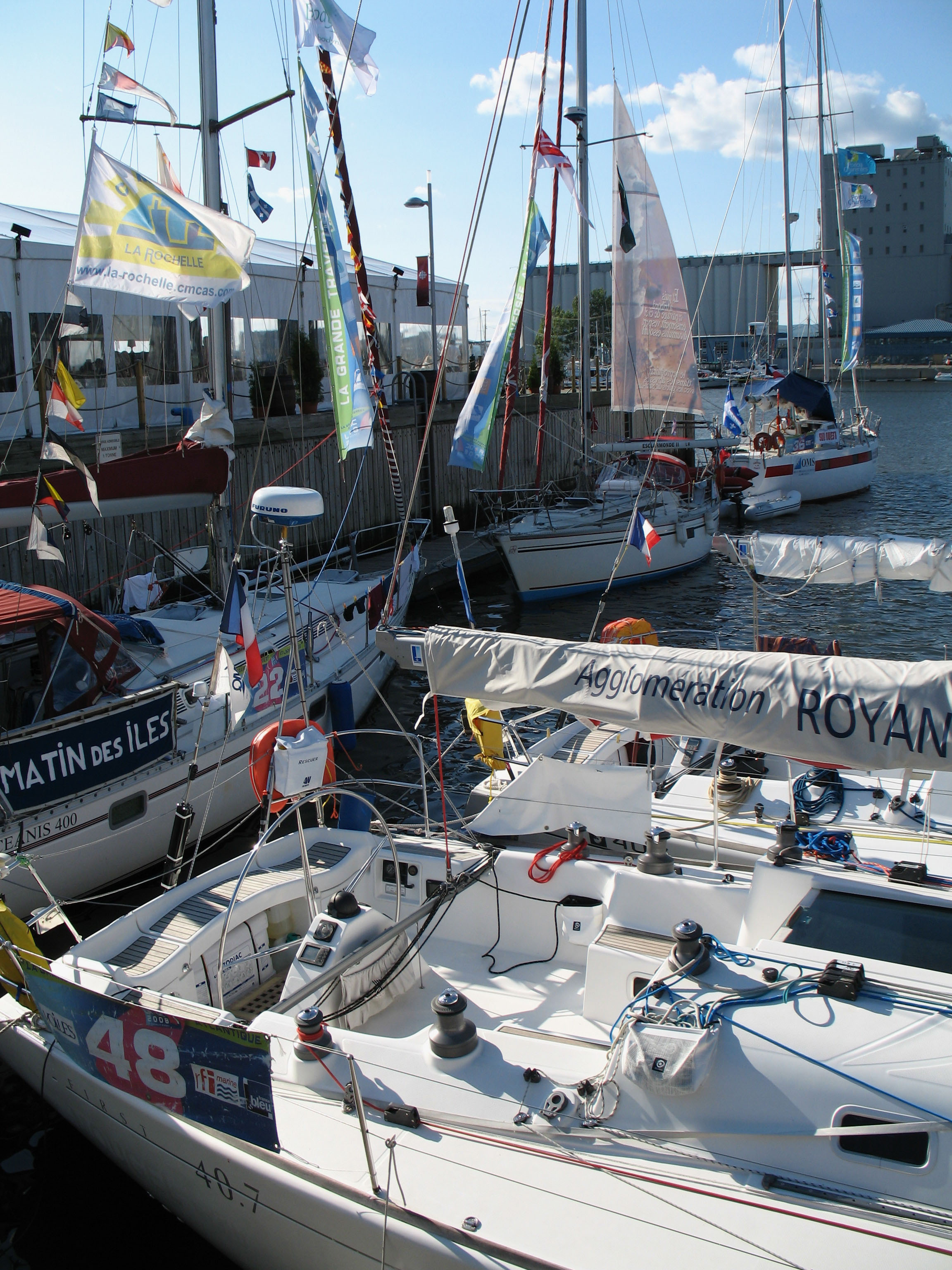
Bateaux de la Grande Traversée de l'Atlantique amarrés au Vieux-Port de Québec

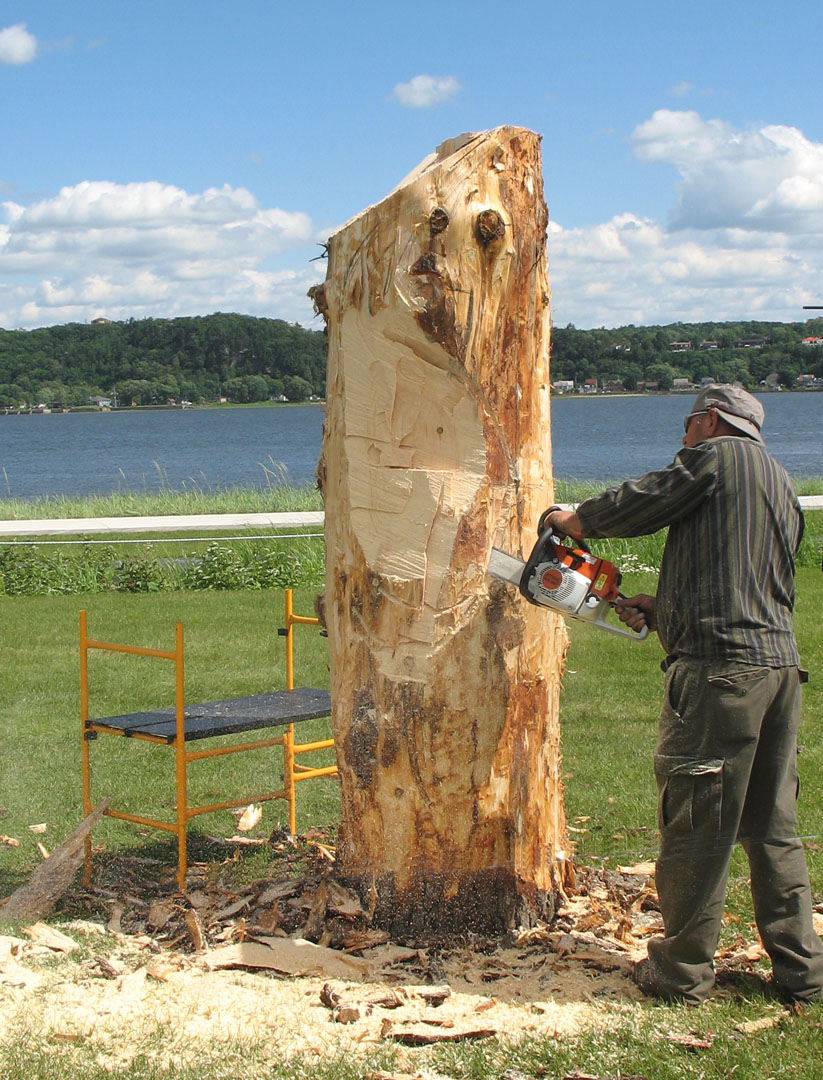
La Rencontre des peuples, symposium de sculpture

- 17 au 19 juin 2008 : série de concerts Ad vitam æternam, l'œuvre symphonique de Steve Barakatt
- 18 au 20 juin 2008 : Annual convention of the canadian institute of actuaries
- 19 au 29 juin 2008 : festival d'humour le Grand Rire de Québec
- 20 juin au 7 septembre 2008 : Le Moulin à images, dans le Vieux-Port.
- 23 au 24 juin 2008 : veille de la Fête nationale du Québec sur les plaines d'Abraham à Québec (Environ 400 000 personnes)
- 23 au 29 juin 2008 : 28e congrès international des sciences généalogiques et héraldiques (2 000 participants
- 24 juin 2008 : inauguration de la Promenade Samuel-De Champlain
- 24 juin 2008 : arrivée à Québec de la Grande Traversée de l'Atlantique en provenance de La Rochelle. Suivi des bateaux sur Internet.
- 25 au 28 juin 2008 : 3e congrès de chirurgie de la francophonie (400 participants)
- 27 juin au 19 octobre 2008 : Comédie musicale Les Misérables, au Capitole de Québec
- mai 2008 à juin 2008 : Manifestation internationale d'art de Québec

#### Juillet
- 2 au 10 juillet 2008 : 32e session du Comité du patrimoine mondial de l'UNESCO
- 2 au 6 juillet 2008 et 14 au 20 juillet 2008 : le Belem à Québec
- 3 juillet 2008 : déjeuner du maire aux Jardins de l'hôtel de ville
- 3 juillet 2008 : messe solennelle à la basilique, cérémonie du droit de la cité à l'hôtel de ville, cérémonie protocolaire, le Salut à Champlain, devant le Château Frontenac et défilé militaire historique.
- 3 juillet 2008 : volée de cloches à travers les églises du Canada à 11 heures.
- 3 juillet 2008 : dégustation du gâteau du 400e, terrasse Dufferin devant le Château Frontenac.
- 3 juillet 2008 : spectacle pyrotechnique, Les quatre saisons de Québec, sur le fleuve entre Québec et Lévis.
- 3 au 5 juillet 2008 : spectacle Rencontres sur la place de l'Assemblée Nationale
- 3 au 13 juillet 2008 : Festival d'été international de Québec (900 000 personnes)

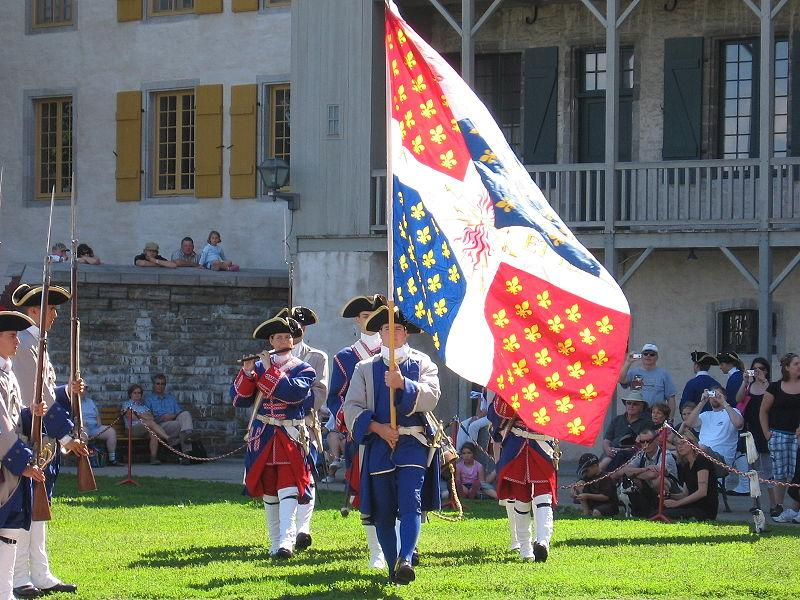
Compagnie franche de la Marine à la Place Royale le 4 juillet 2008.

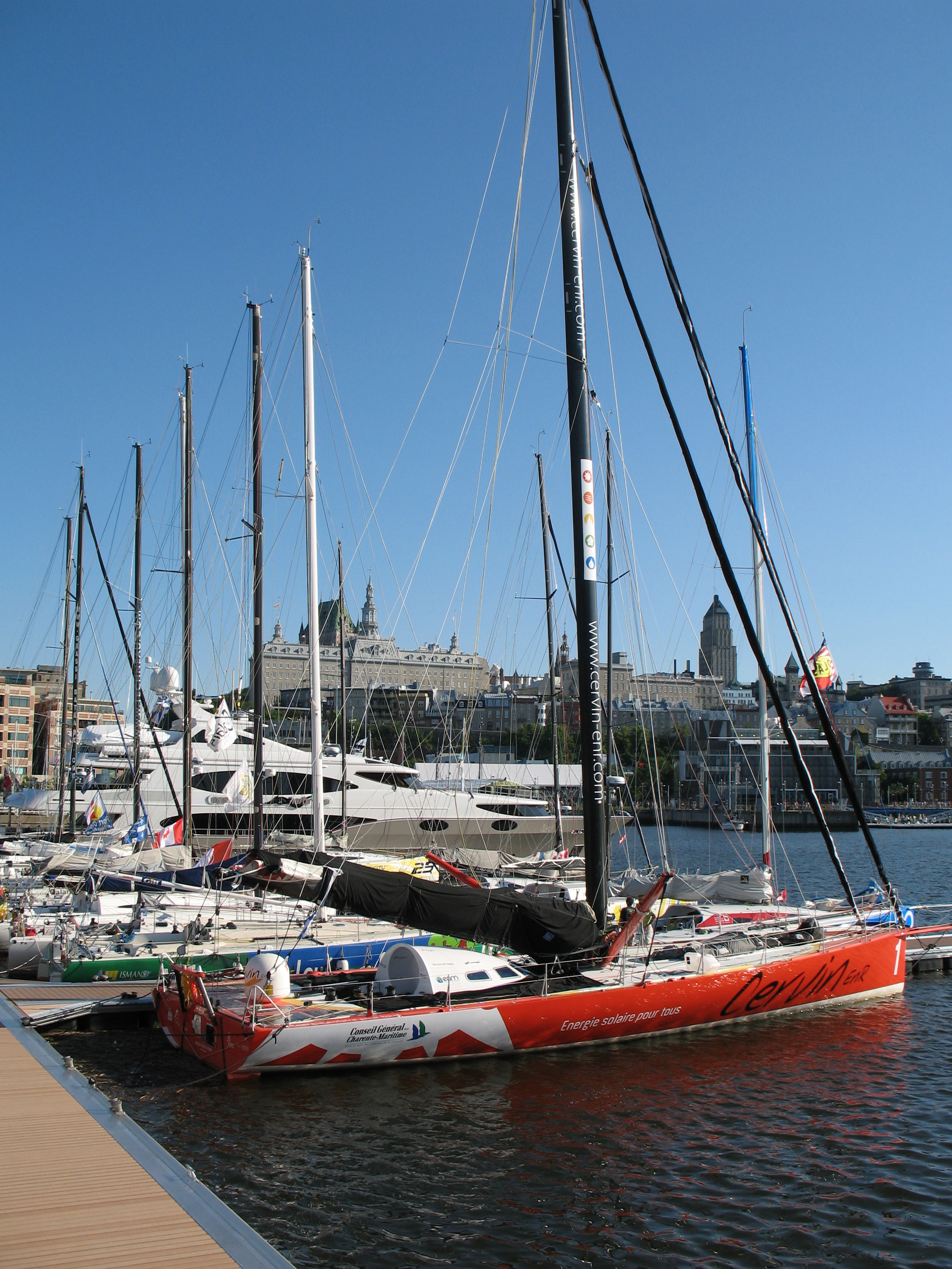
Bateaux de la Transat Québec-Saint-Malo amarrés au Vieux-Port de Québec, en juillet 2008.

- 4 au 7 juillet 2008 : 34e session de l'Assemblée parlementaire de la francophonie
- 4 juillet 2008 : spectacles de la Compagnie franche de la Marine à la Place Royale de 15:00 à 16:00.
- 4 et 5 juillet 2008 : spectacles de compagnies internationales d'art de la rue (rives de la rivière Saint-Charles, murs de l'Hôtel Hilton etc.
- 6 juillet 2008 : Le Retour aux sources, départ des bateaux de plaisance de Québec pour la traversée de l'Atlantique. Arrivée à La Rochelle, France, prévue vers le 19 août.
- 6 juillet 2008 : le Grand Rassemblement avec prise de la photo du 400e, un legs au 500e, plaines d'Abraham.
- 10 au 20 juillet 2008 : Transat Québec-Saint-Malo
- 11 au 20 juillet 2008 : La Rencontre des peuples, symposium de sculpture sur la promenade Samuel-De Champlain dans le cadre de l'Internationale de la sculpture de Saint-Jean-Port-Joli[105].
- 14 juillet 2008 : Le Grenier de l'Histoire SSQ : Les Grands d'aujourd'hui racontent ceux d'hier, au Palais Montcalm. Guy Laliberté et Jules Bélanger racontent René Lévesque.
- 15 juillet 2008 : Viens chanter ton histoire, karaoké géant sur les plaines d'Abraham.
- 16 au 18 juillet 2008 : réunion estivale annuelle du Conseil de la fédération canadienne, avec les 13 premiers ministres des provinces et territoires
- 18 juillet 2008 : spectacle Et si Québec m'était chantée… au Colisée Pepsi.
- 19 juillet au 6 août 2008 : Les Grands Feux Loto-Québec
- 20 juillet 2008 : départ de la Transat Québec-Saint-Malo.
- 20 juillet 2008 : spectacle de Paul McCartney en plein air sur les plaines d'Abraham.
- 21 au 25 juillet 2008 : XIIe congrès mondial de la Fédération internationale des professeurs de français (2 000 participants)
- 24 au 31 juillet 2008 : Challenge International de yoles de Bantry organisé par le Défi international des jeunes marins de Québec
- 26 au 31 juillet 2008 :  9th World Conference on Clinical Pharmacology and Therapeutics International Union of Pharmacology (2 000 participants)
- tous les week-ends de juillet : " Le fil de l'histoire", chorégraphie de Harold Rhéaume.

#### Août
- 19 juillet au 6 août 2008 : Les Grands Feux Loto-Québec
- 5 au 10 août 2008 : La Grande Rencontre des géants Fêtes de la Nouvelle-France SAQ
- 6 au 10 août : La Fête des Chants de Marins, spectacles et animations du groupe Le Chœur Marine formé de 25 artistes, musiciens et chanteurs de Rochefort, en France
- 9 au 15 août 2008 : 74e congrès mondial sur les bibliothèques et l'information
- 11 août 2008 : Le Grenier de l'Histoire SSQ : Les Grands d'aujourd'hui racontent ceux d'hier, au Palais Montcalm Michel Chrétien raconte Félix d'Hérelle.
- 13 au 24 août 2008 : Souvenirs ImpérisSables à Expo Cité
- 14 au 23 août 2008 : Semaine Internationale de la chanson
- 14 au 24 août 2008 : Festival international de musiques militaires de Québec
- 15 août 2008 : le tintamarre acadien à Québec
- 15 août 2008 : Le Chemin qui marche, dans la baie de Beauport
- 17 août 2008 : Rencontre entre deux rives, le pont de Québec devient piétonnier, symphonie pyrotechnique sur le fleuve
- 22 août 2008 : spectacle de Céline Dion en plein air sur les plaines d'Abraham.
- 24 août 2008 : spectacle Paris-Québec à travers la chanson en plein air sur les plaines d'Abraham.
- 24 août 2008 : Marathon des Deux Rives
- 25 août 2008 : Pleins feux sur l'OSQ sur les plaines d'Abraham.
- 25 au 28 août 2008 : 21st Rehabilitation International World Congress (congrès mondial sur la réhabilitation, plus de 3000 participants prévus)

#### Septembre
- 8 septembre 2008 : Le Grenier de l'Histoire SSQ : Les Grands d'aujourd'hui racontent ceux d'hier, au Palais Montcalm. Yves Morin raconte Catherine de Saint-Augustin et Louis Dionne raconte Michel Sarrazin
- 17 septembre 2008 : inauguration de l'œuvre Invitation au voyage, don du CAA-Québec, rue Saint-Paul (angle de la ruelle John-Goudie)
- 23 septembre 2008 : inauguration de l'œuvre L'Embarquement, don de la Chambre de commerce de Québec, à la Place du Marché-du-Vieux-Port

#### Octobre
- 6 au 10 octobre 2008 10th world leisure congress (10e congrès mondial sur les loisirs, plus de 1000 participants prévus) Site officiel
- 13 octobre 2008 : Le Grenier de l'Histoire SSQ : Les Grands d'aujourd'hui racontent ceux d'hier, au Palais Montcalm. L. Jean Fournier raconte Maurice Richard
- 15 et 16 octobre 2008 : assemblée générale de l'Association internationale des maires francophones
- 17 octobre 2008 : inauguration du cadeau de la France au Québec, aménagement architectural des espaces d'accueil du Centre de la francophonie des Amériques
- 17 au 19 octobre 2008 : événement-spectacle gratuit du Cirque du Soleil créé spécifiquement pour le 400e de Québec
- 17 au 19 octobre 2008 : 12e Sommet de la francophonie

#### Novembre
- 10 novembre 2008 : Le Grenier de l'Histoire SSQ : Les Grands d'aujourd'hui racontent ceux d'hier, au Palais Montcalm. Jean-Claude Poitras raconte Denise Pelletier

#### Décembre
- 8 décembre 2008 : Le Grenier de l'Histoire SSQ: Les Grands d'aujourd'hui racontent ceux d'hier, au Palais Montcalm. Paul Gérin-Lajoie raconte L'équipe du tonnerre
- 31 décembre 2008 : Salut 400e : célébrations de clôture des festivités, sur la Grande-Allée